# Gallia Cisalpina

Popolazioni della Gallia Cisalpina nel III secolo

Gallia Cisalpina o Gallia Citeriore è il nome conferito dai Romani in età repubblicana ai territori dell'Italia settentrionale compresi tra il fiume Adige a Levante, le Alpi a Ponente e a Settentrione e il Rubicone a Meridione. Il Po divideva la regione in Gallia Transpadana e Gallia Cispadana. Si trattava dei territori che corrispondevano all'attuale Pianura Padana, attorno al grande fiume Po, compresi i territori della Liguria a sud-ovest, fino all'attuale Veneto nella sua parte nord-orientale. La regione divenne provincia romana includendo però tutti i territori a ovest del fiume Adige, fino alle Alpi piemontesi.

## Storia

### La cultura di Canegrate
La cultura di Canegrate fu una civiltà dell'Italia preistorica che si sviluppò a partire dall'età del bronzo recente (XIII secolo a.C.) fino ad arrivare all'età del ferro, nella Pianura Padana in Lombardia occidentale, in Piemonte orientale e in Canton Ticino. Essa rappresenta l'irrompere di una prima ondata migratoria di popolazioni probabilmente celtiche (Protocelti) provenienti dal Nord delle Alpi che, oltrepassati i valichi alpini, s'infiltrano e si stabiliscono nell'area padana occidentale. Dalle testimonianze archeologiche ritrovate si può dedurre che l'impatto con le popolazioni autoctone non sia stato del tutto pacifico.
La popolazione di Canegrate mantenne la propria omogeneità per un periodo limitato di tempo, circa un secolo, per fondersi poi con le popolazioni indigene liguri e dare origine con questa unione a una nuova fase chiamata cultura di Golasecca.

### La cultura di Golasecca

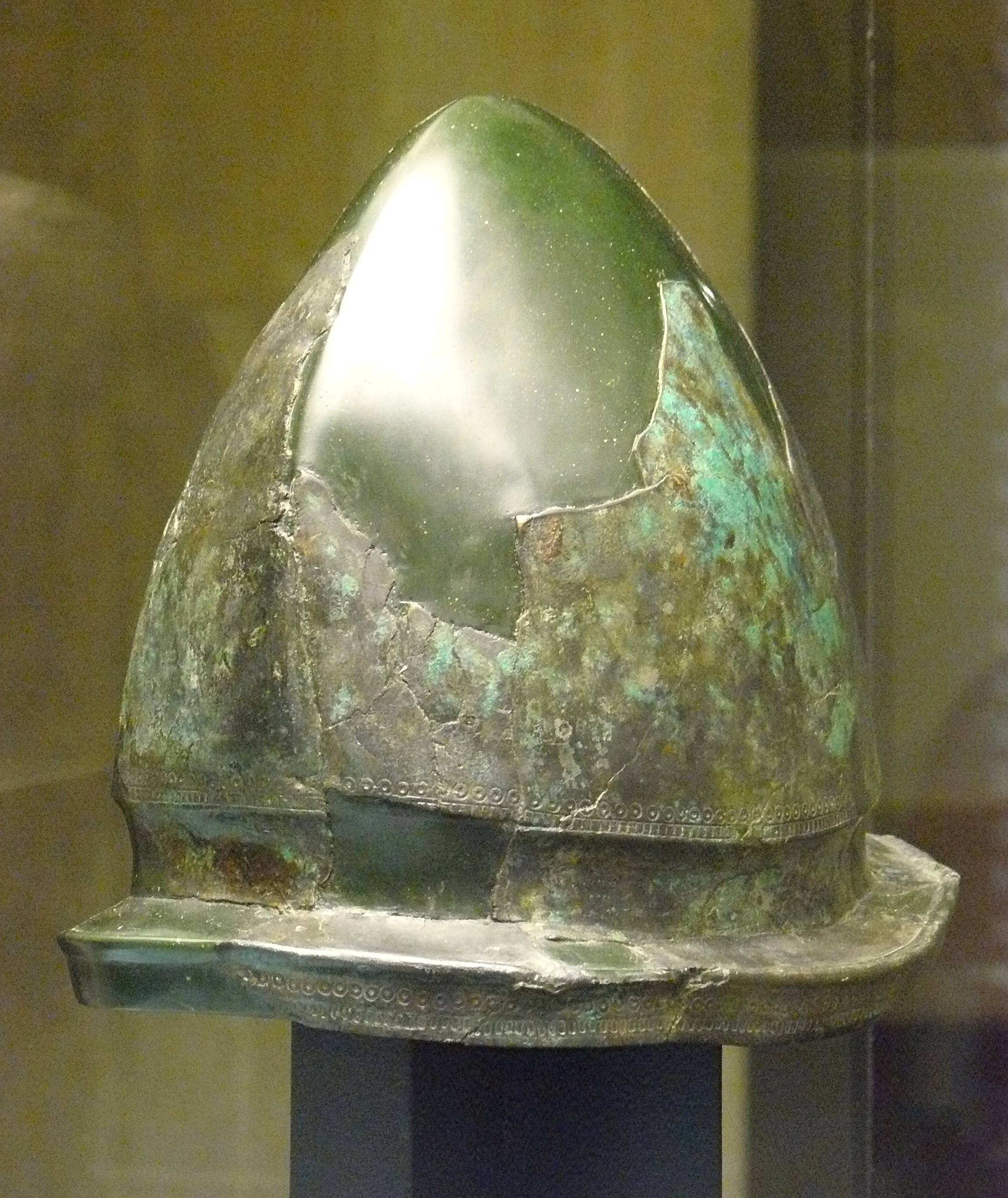
Elmo della cultura di Golasecca

La cultura di Golasecca si diffuse, tra l'età del bronzo finale e la prima età del ferro nell'area compresa tra la Lombardia nord-occidentale e il Piemonte, compreso il Canton Ticino. Sul finire dell'epoca preistorica quest'area fu punto di transito e di contatto con la cultura di Hallstatt a ovest, con quella dei Campi d'Urne nel nord continentale e con la civiltà villanoviana a sud. Inizialmente concentrati in zona pedemontana e poi dilagati in tutta l'area dei laghi, qui si svilupparono numerosi agglomerati abitativi di una cultura originale, i cui reperti più antichi oggi disponibili sono databili a partire dal IX secolo a.C.

### Etruria padana
A partire dall'VIII secolo a.C. gli Etruschi espansero il loro dominio verso le attuali Emilia e Lombardia, denominando l'area "Etruria padana" (Etruria campana s'intende la regione interessata dalla parallela espansione verso sud, in Campania).
Dal 540 a.C. circa la presenza etrusca nella Pianura Padana conobbe una rinnovata espansione nello scenario successivo alla battaglia di Alalia risoltasi in una progressiva limitazione dei movimenti etruschi nell'Alto Tirreno. L'espansione a nord degli Appennini si caratterizza da quel momento come finalizzata all'individuazione e al controllo di nuove vie commerciali. Con il controllo di Adria e le fondazioni di Spina, Marzabotto e del Forcello di Bagnolo gli Etruschi stabiliscono una rete di traffici che viene a collegare la Grecia, attraverso i porti adriatici, l'asse fluviale Po-Mincio, i laghi insubrici e i passi alpini, con le terre dei Celti transalpini. Il V secolo a.C. segna così il "periodo d'oro" dell'Etruria padana.
Nell'Etruria padana venne probabilmente istituita una dodecapoli, in analogia alla dodecapoli etrusca, ma non si ha la certezza di quali città ne facessero parte. Appartennero certamente alla dodecapoli padana le città di Felsina (Bologna), Spina e Marzabotto, mentre si possono solo supporre città come Ravenna, Faenza, Cesena, Rimini, Modena, Parma, Piacenza, Mantova e forse Milano. Questa ipotesi tradizionale sembra non essere supportata da prove: difatti, le indagini archeologiche inducono a porre i limiti dell'area etrusca a ovest con l'area di Rubiera (RE) e a nord con Mantova e l'abitato del Forcello di Bagnolo San Vito (MN).

### I Celti e i Celto-Liguri
Tito Livio riferisce che attorno al 600 a.C. (Prisco Tarquinio Romae regnante), un'orda di Galli guidata da Belloveso oltrepassò le Alpi, sconfisse gli Etruschi sul Ticino presso Pavia e occupò il territorio tra Milano e Cremona (fondando la città di Mediolanum), identificando gli abitanti del luogo, gli Insubri, con questi invasori Galli. Nel Periplo di Scilace, di Scilace di Carianda, viaggiatore e geografo greco attivo tra nel 522-485 a.C. viene attestata la presenza di genti di lingua celtica insediate nell'Italia nord-orientale. Il testo, riscritto circa un secolo dopo dallo pseudo-Silace dopo la perdita dell'originale, racconta del viaggio lungo le coste del mediterraneo compiuto dal viaggiatore greco che descrive le tribù celtiche presenti sulla costa appena a Meridione degli insediamenti dei Veneti in un'epoca che, considerando le date note della vita di Silace, deve aggirarsi attorno al 490 a.C.
Il riesame delle fonti archeologiche, in particolare proprio del passo di Livio che documenta l'arrivo di Belloveso e dei suoi Insubri all'epoca del regno di Tarquinio Prisco (VI secolo a.C.) con la fondazione di Milano, ha costretto a collocare la presenza celtica in Italia almeno al VII secolo a.C. se non prima. 

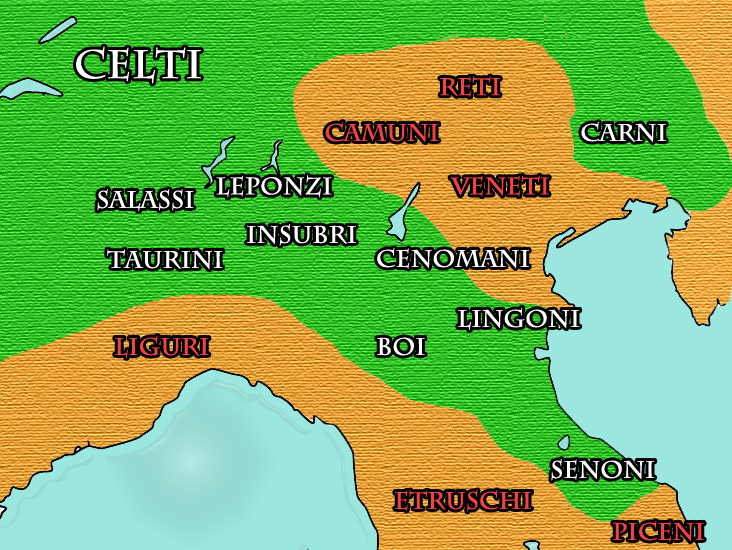
Popolazioni celtiche, liguri e veneti della Gallia Cisalpina

Arrivi di nuove popolazioni si verificarono attorno alla fine del V inizi del IV secolo a.C. Comincia una decadenza irreversibile della grecità d'Italia sotto la spinta delle popolazioni italiche, le vie dei commerci attici sono distrutte dalla guerra del Peloponneso e non si riprenderanno più. L'interruzione della circolazione di beni è fonte di una crisi economica che porta, di riflesso, all'impoverimento e alla crisi di tutti quei popoli che erano interlocutori commerciali dei Greci: tra di essi anche i Celti. Le invasioni, siano esse tumultus Gallici o episodi di mercenariato, denotano un quadro di necessità, le popolazioni celtiche dell'Italia settentrionale rinforzano i legami con l'Oltralpe e questo provoca l'arrivo di nuove genti tra le quali i Senoni, i recentissimi advenarum di cui parla Livio, autori del sacco di Roma nel 390 a.C. Le popolazioni celtiche che popolarono la Pianura Padana sono storicamente note dal famoso passo di Livio. Subito dopo gli Insubri arrivano i Cenomani che occupano il territorio a est dell'Adige, indeterminato è invece l'arrivo delle altre popolazioni che, con un meccanismo "a scavalco" occupano via via tutta la Pianura Padana meridionale scacciandone Etruschi e Umbri. Livio ricorda Libui e Salluvi che si fermano accanto all'antica tribù dei Laevi, stanziata vicino al Ticino; i Boi e i Lingoni e, da ultimi, i Senoni.
I "nuovi" Celti stabilitisi in Cisalpina potevano tra l'altro acquisire a sé il controllo del mercato di un materiale che da lungo tempo esercitava su di loro una potente attrazione, grazie alle virtù magiche che essi gli attribuivano: il corallo, proveniente soprattutto dal golfo di Napoli, conobbe una vera esplosione, con frequenti applicazioni in torque, elmi, foderi di spada e fibule, dando origine, soprattutto in Svizzera, sia a un surrogato bronzeo, sia a vere e proprie imitazioni, grazie all'invenzione celtica di uno speciale smalto colorato, realizzato con un particolare procedimento e ampiamente diffuso dal centro-Europa fino all'arcipelago britannico.

### Conquista dell'Ager Gallicusa nord degli Appennini

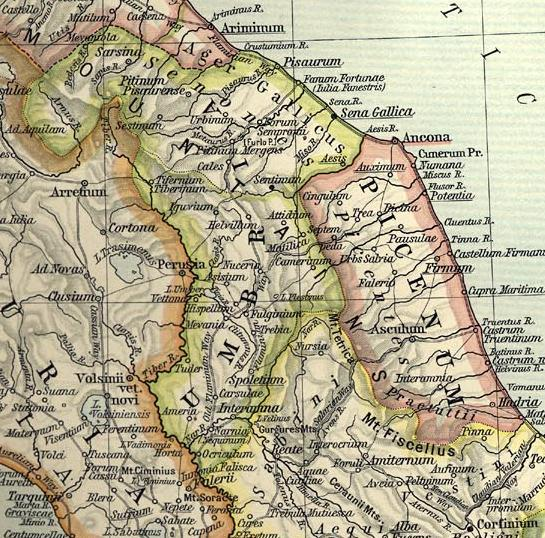
Carta della Regio V Picenum e VI Umbria, con a nord l'Ager Gallicus

Nel 332 a.C. tra Roma e i Senoni della Cisalpina fu stipulato un trattato di pace che, a quanto sembra, garantì un interludio di pace durato circa trent'anni. Quasi quarant'anni più tardi, nel 295 a.C., nell'ambito della terza guerra sannitica, i galli Senoni dell'Italia settentrionale si allearono con gli Umbri, gli Etruschi e i Sanniti contro Roma. La coalizione, inizialmente vincitrice (con la presa di Arezzo), venne in seguito sconfitta dai Romani nella battaglia del Sentino. E così nell'ambito della terza guerra sannitica, i Senoni seguirono le sorti della coalizione italica etrusco-sannita con cui si erano alleati: insieme a essi furono sconfitti nella battaglia del Sentino, che permise a Roma l'istituzione dell'Ager Gallicus e la fondazione della colonia di Sena Gallica, che ancora conserva, nel moderno toponimo di Senigallia, la duplice memoria dell'etnonimo e dell'origine di quel popolo celtico. Nel 283 a.C., si concludeva questa prima fase, dove Roma riusciva a occupare tutti i territori a sud degli Appennini, battendo ancora i Senoni nella battaglia del lago Vadimone, combattuta contro una coalizione celto-etrusca.
Nel 249 a.C. i Boi chiamarono in soccorso i Galli transalpini, innescando una nuova crisi che si concluse nel 225 a.C., l'anno in cui si registra l'ultima invasione gallica dell'Italia. Quell'anno, infatti, cinquantamila fanti e venticinquemila cavalieri Celti varcarono le Alpi in aiuto dei Galli cisalpini (si trattava di una coalizione di Celti insubri, Boii e Gesati), e se prima riuscirono a battere i Romani presso Fiesole, vennero poi sconfitti e massacrati dalle armate romane nella battaglia di Talamone (a nord di Orbetello), spianando così a Roma la strada per la conquista della pianura padana.

### La conquista romana della Cisalpina (fine del III-inizio del II secolo a.C.)
Per la prima volta l'esercito romano poteva spingersi oltre il Po, dilagando in Gallia Transpadana: la battaglia di Clastidio, nel 222 a.C., valse a Roma la presa della capitale insubre di Mediolanum (Milano). Per consolidare il proprio dominio Roma creò le colonie di Placentia, nel territorio dei Boi, e Cremona in quello degli Insubri. A seguito di questi eventi, secondo lo storico greco Polibio, iniziò la rarefazione dei Celti in Pianura Padana, espulsi dalla regione o confinati in alcune limitate aree subalpine, cosa che egli poteva testimoniare al suo tempo. I Galli dell'Italia settentrionale si ribellarono nuovamente in seguito alla discesa di Annibale. Come alleati del condottiero cartaginese furono fondamentali per le sue vittorie al Trasimeno (217 a.C.) e a Canne (216 a.C.). I Boi riuscirono, inoltre, a battere i Romani nell'agguato della Selva Litana. Dopo la sconfitta di Annibale a Zama (202 a.C.), vennero definitivamente sottomessi da Roma, quando risultarono vittoriosi nella battaglia di Cremona, nel 200 a.C., e in quella di Mutina (Modena), nel 194 a.C. All'indomani della vittoria nella seconda guerra punica, Roma procedette alla definitiva sottomissione della pianura padana, che aprì un territorio vasto e fertile agli emigranti originari dell'Italia centrale e meridionale.
L'avanzata continuò anche nella parte nord-orientale con la fondazione della colonia romana di Aquileia nel 181 a.C., come ci raccontano gli autori antichi, nel territorio degli antichi Carni:
(Tito Livio, Ab Urbe condita libri, XL, 34.2-3.)
Si trattava di una colonia di diritto latino, con la funzione prioritaria di sbarrare la strada alle popolazioni limitrofe di Carni e Istri, che minacciavano i confini orientali dei possedimenti romani in Italia. La città dapprima crebbe quale avamposto militare in vista delle future campagne contro Istri e Carni, più tardi quale "quartier generale" in vista di un'espansione romana verso il Danubio. I primi coloni furono 3.000 veterani. seguiti dalle rispettive famiglie provenienti dal Sannio, per un totale di circa 20.000 persone, a cui fecero seguito dei gruppi di Veneti; più tardi, nel 169 a.C., si aggiunsero altre 1.500 famiglie.
Nel luglio dell'89 a.C., Gneo Pompeo Strabone, padre di Gneo Pompeo Magno, promosse la Lex Pompeia de Transpadanis, che concesse il diritto latino anche ai Transpadani. Secondo alcuni studiosi è anche colui che l'ha proposta a Roma.

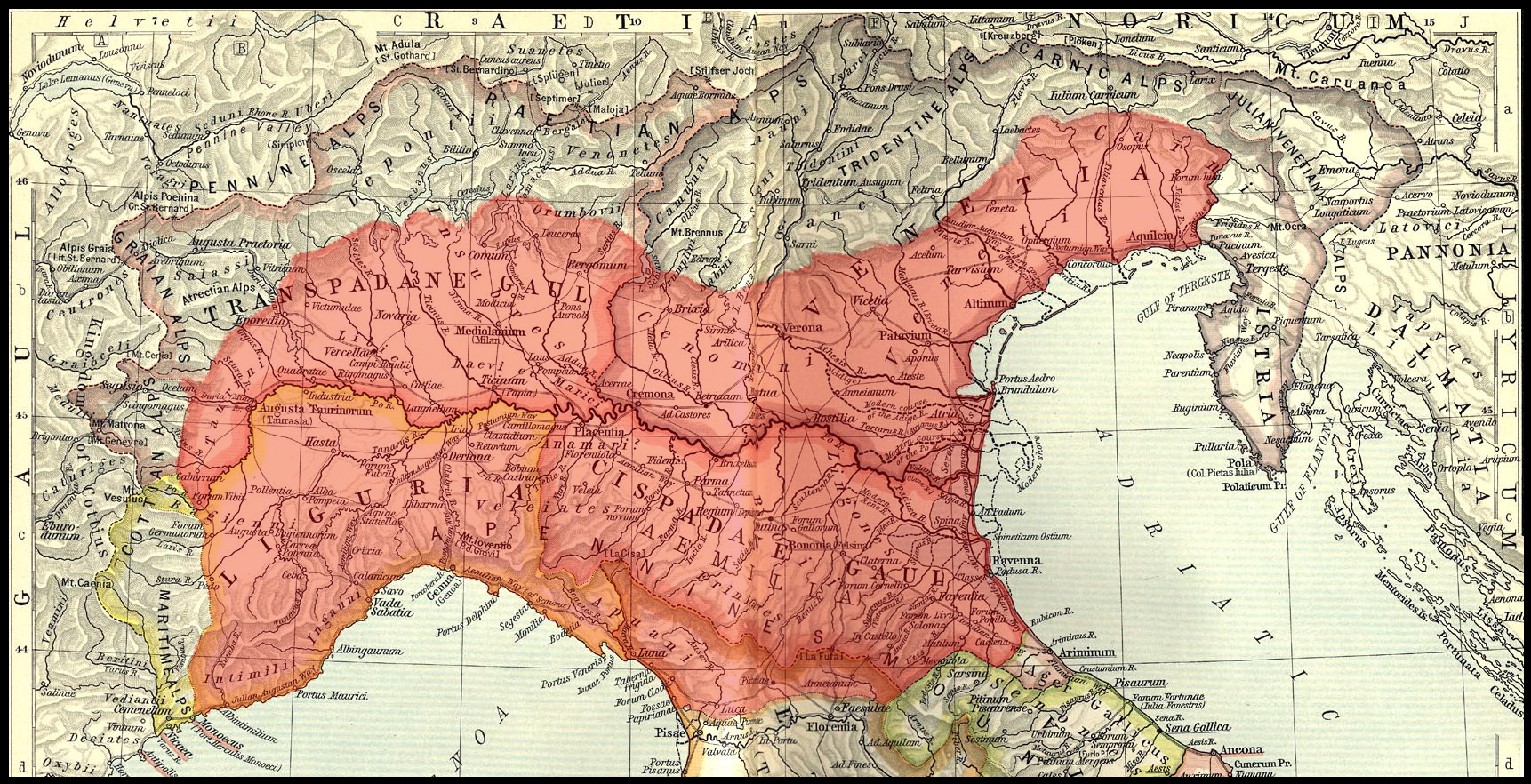
Territori della Gallia Cisalpina (evidenziati in rosso trasparente) tra la fine del II e gli inizi del I secolo a.C.

La conquista romana dell'Italia a nord degli Appennini sostituì il precedente ordinamento a carattere tribale delle popolazioni celtiche, retiche e venete. Anche il paesaggio della Pianura padana venne pesantemente modificato e il territorio fu ridisegnato attraverso il sistema della centuriazione. L'ager centuriatus veniva tracciato dall'agrimensore, che individuava l'umbilicus agri, cioè il punto in cui si sarebbero incrociati due assi stradali perpendicolari tra loro: il primo era generalmente in direzione est-ovest ed aveva il nome di "decumano massimo" (in latino, decumanus maximus), mentre il secondo correva in direzione nord-sud, ed era detto "cardo massimo" (cardo maximus). La suddivisione del territorio in appezzamenti era compiuta attraverso la realizzazione di lotti separati fra loro da decumani (assi paralleli al decumano massimo) e cardini (assi paralleli al cardo massimo). Per ragioni pratiche, l'orientamento degli assi non sempre coincideva con i quattro punti cardinali: a volte si basava sull'orientamento di vie di comunicazione preesistenti (così per le centuriazioni lungo la via Emilia) o su altre caratteristiche geomorfologiche. Si trattava di un processo già iniziato in val padana con la fondazione di colonie e che finì, al termine della conquista, per coinvolgere l'intera pianura.
In Gallia cisalpina transpadana, cioè a nord del Po, dove erano stanziati Insubri, Cenomani e Paleoveneti, la proprietà agraria romana si sovrappose quasi pacificamente ai preesistenti sistemi tribali celtici delle tribù galliche ed ai centri abitati Venetici (popolo questo, va ricordato, assolutamente non celtico, e probabilmente di stirpe italica). Roma lasciò ampi spazi alla sopravvivenza dell'insediamento originario e questo fu uno degli elementi che favorì un epilogo non violento del processo di romanizzazione. Notevole importanza per aggregare i villaggi e le tribù non ancora urbanizzate l'istituto del'Adtributio, grazie al quale i villaggi e le tribù rurali venivano "ascritti" ad un centro urbano esistente.
L'intervento romano in Cispadana (attuali Emilia-Romagna e Liguria), invece, fu caratterizzato da confische agrarie e di redistribuzione di terre. Qui, all'interno della ritorsione romana contro gli alleati di Cartagine durante la seconda guerra punica, intere popolazioni vennero quasi del tutto sterminate o deportate, così da far posto a nuovi coloni romano-italici. Questa quasi decimazione toccò prevalentemente i Boi e i Senoni tra i Celti e gli Apuani tra i Liguri, determinando un radicale sconvolgimento dell'assetto demografico di queste regioni. A questo fece seguito l'impianto di un'economia agraria, la più avanzata dell'epoca, articolata tra piccole, medie e grandi proprietà condotte come aziende a monocultura, i cui prodotti venivano quindi smerciati nei mercati urbani.
La fondazione di nuove colonie nella pianura padana porta con sé l'arrivo di numerose famiglie dall'Italia centrale e meridionale già acquisita da Roma. Le migrazioni vengono programmate con blocchi di seimila famiglie, poiché ogni famiglia era tenuta per legge a fornire un soldato, seimila famiglie fornivano seimila soldati, ovvero una legione. I coloni erano tutti volontari, rispondendo a regolari bandi del Senato romano e ricevendo un contributo per le spese di viaggio e di primo impianto. Provenivano dal centro e dal sud potevano essere ex nemici di Roma come Piceni, Equi o Sanniti, oppure cittadini romani di bassi strati sociali, allettati da una nuova autonomia economica che veniva loro garantita.
Di conseguenza l'esperienza della colonizzazione impone ai romani di portare alle popolazioni cisalpine la propria strutturazione giuridico-politica per organizzare le proprie comunità lontane e inglobare i popoli conquistati. Così, attorno alle nuove comunità, si dispongono le tribù vinte che vengono assorbite o integrate, già verso il 150 a.C. la lingua dei Galli scompare dalla Valle padana.

## Difesa ed esercito

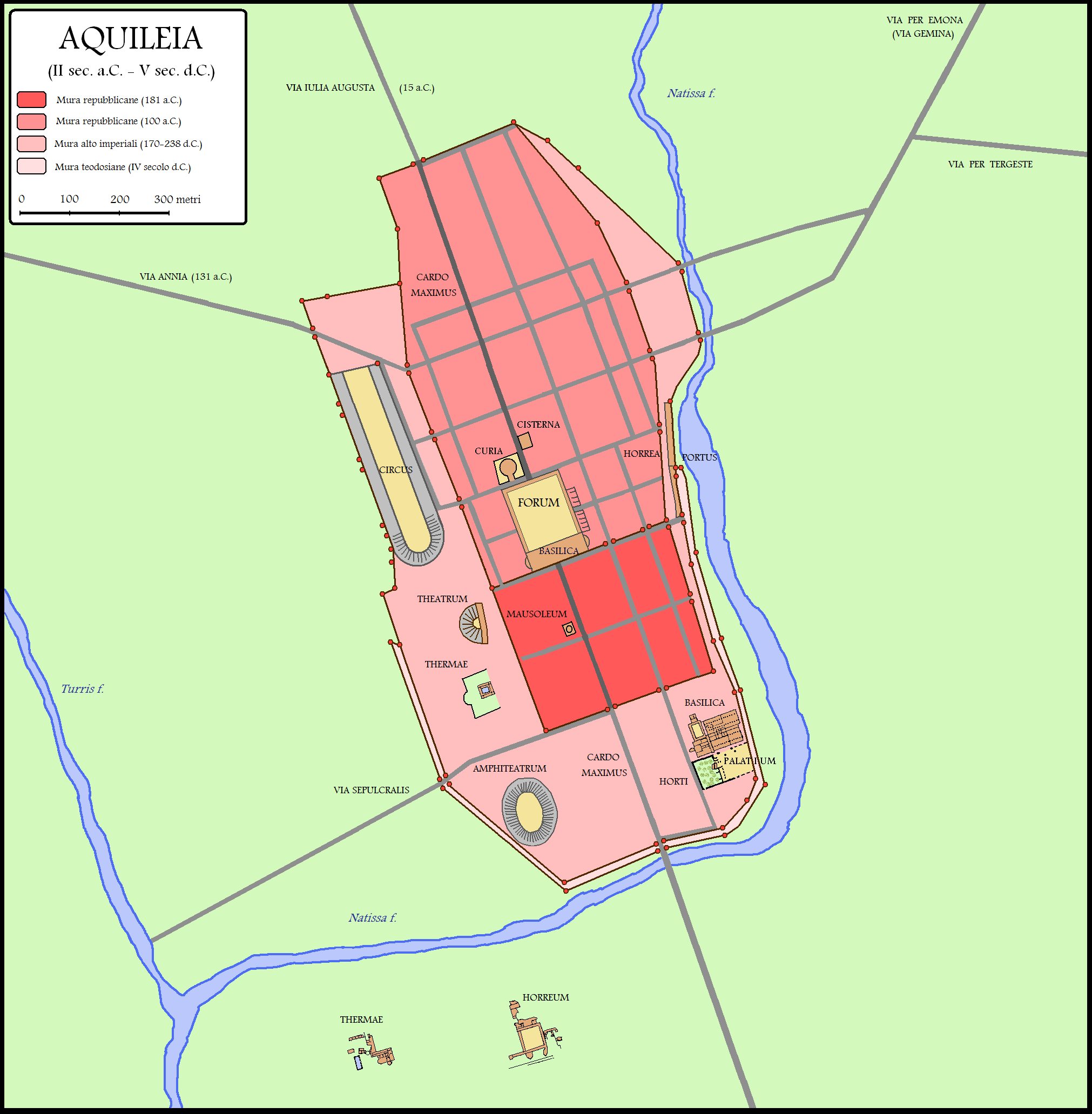
Mappa dell'antica città romana di Aquileia, sede militare romana per almeno due secoli, fino alla grande rivolta dalmato-pannonica del 6-9 d.C.

Il fatto che a Cesare sia stata assegnata inizialmente la provincia dell'Illirico come parte del suo imperium, e che all'inizio del 58 a.C. ben tre legioni fossero state dislocate ad Aquileia (la VII, l'VIII e la IX), potrebbe indicare che egli intendesse cercare proprio in quest'area gloria e ricchezze con cui accrescere il suo potere e la sua influenza militare e politica. Cesare aveva infatti bisogno di importanti vittorie militari così da costruirsi un suo potere personale con il quale controbilanciare quello che Pompeo si era costruito con le vittorie ottenute in Oriente. A tal fine progettava probabilmente una campagna oltre le Alpi Carniche fin sul Danubio, sfruttando la crescente minaccia delle tribù della Dacia (corrispondente grosso modo all'odierna Romania), che si erano riunite sotto la guida di Burebista, il quale aveva poi guidato il suo popolo alla conquista dei territori dislocati ad ovest del fiume Tibisco, oltrepassando il Danubio e sottomettendo l'intera area su cui si estende l'attuale pianura ungherese, ma soprattutto avvicinandosi pericolosamente all'Illirico romano e all'Italia. Le sue armate si erano però fermate all'improvviso, forse per il timore di un possibile intervento diretto di Roma nell'area balcano-carpatica. Così, invece di continuare nella sua marcia verso occidente, Burebista era tornato nelle sue basi in Transilvania, rivolgendo poi le proprie mire ad Oriente: attaccò i Bastarni e infine assediò e distrusse l'antica colonia greca di Olbia (nei pressi dell'attuale Odessa).

## Geografia politica ed economica
Nel periodo preromano la Gallia cisalpina venne abitata da quattro principali popolazioni: i Celti (nella pianura padana centro-occidentale e successivamente nell'attuale Emilia-Romagna a scapito degli Etruschi), i Veneti (nella pianura padana nord orientale), i Liguri (nelle attuali Liguria e a sud del Piemonte) e gli Etruschi (nelle attuali Emilia-Romagna e Lombardia meridionale).
La Gallia Cisalpina dopo la progressiva conquista del territorio e deduzione di colonie nel corso del III e II secolo a.C., era stata costituita in provincia romana, poco dopo il conferimento della cittadinanza agli abitanti dell'Italia peninsulare nel 90 a.C. Nel 42 a.C. la provincia fu abolita e i confini settentrionali dell'Italia vennero portati ufficialmente alle Alpi.
Per la Gallia Cisalpina la modalità di integrazione di accorpamento alla penisola cambia, in quanto non possiamo parlare di vera e propria romanizzazione, bensì di colonizzazione. Con l'esclusione di Liguri, Venetici del Veneto/Friuli e degli Etruschi dell'Emilia, le popolazioni abitanti la Val Padana non erano demograficamente consistenti, almeno non da poter resistere a due invasioni romane (si ipotizzano 200.000 galli, che, in proporzione alla vastità del territorio, erano relativamente pochi). Durante la prima campagna di conquista romana il loro numero si ridusse drasticamente, sia per le perdite umane, sia per le loro migrazioni volontarie, sia per la riduzione in schiavitù. Il piccolo numero di Galli ancora presenti nella Cisalpina prima del III secolo fu quasi completamente annientato dopo la Seconda Guerra Punica, che li vide alleati, e sconfitti, con Annibale. Molti Galli, dopo la capitolazione di Annibale, preferirono migrare nelle regioni più a nord, cosa che avvenne ad esempio per i Galli Boi, che migrarono prima nell'Illiria, e successivamente nella Boemia (a cui hanno appunto dato il nome). Nel periodo successivo alla turbolenta guerra punica il nord Italia divenne meta di numerosi uomini di potere romani, si trattava di Cavalieri, politici ed ex militari che miravano a sfruttare quelle terre. Numerose lamentele arrivarono da questi ultimi per la scarsità di manodopera, cosa che ci fa ipotizzare una drastica riduzione demografica dovuta prima alla venuta di Annibale, e poi allo sterminio dei Galli perpetrato dai Romani come vendetta. I romani dunque, per rendere produttiva la Gallia Cisalpina, creano le Colonie di diritto latino (ovvero popolate da cittadini romani che rinunciavano ai propri diritti e da latini), come ad esempio Luni, Patavium e Rimini, e altre città di formazione mista (ovvero formate da coloni italici, etruschi, romani e greci). Il Senato romano, sia prima della Guerra Sociale sia dopo, emise più e più volte bandi di colonizzazione con numero fisso di 6.000 famiglie (si ipotizzano dunque 30.000 persone), che andavano a costituire i nuovi nuclei romani del nord Italia
In Liguria e in Veneto questi coloni romano-italici si sovrapposero alle precedenti culture, integrandole, arricchendosi di esse e, pian piano, assorbendole completamente.
I popoli sottomessi conservarono a volte la proprietà dei loro territori e il diritto di governarsi con una certa autonomia, come nel caso dei Salii, dei Libui, degli Ictimuli e di Vercellae, ovvero l'attuale Vercelli, in grazia, probabilmente, di un patto di antica data. In quest'ultima città, infatti, non si verificano centuriazioni con espropri e ridistribuzioni di terre così come invece accade nelle aree dei Salassi o a Ivrea.

### Maggiori centri provinciali

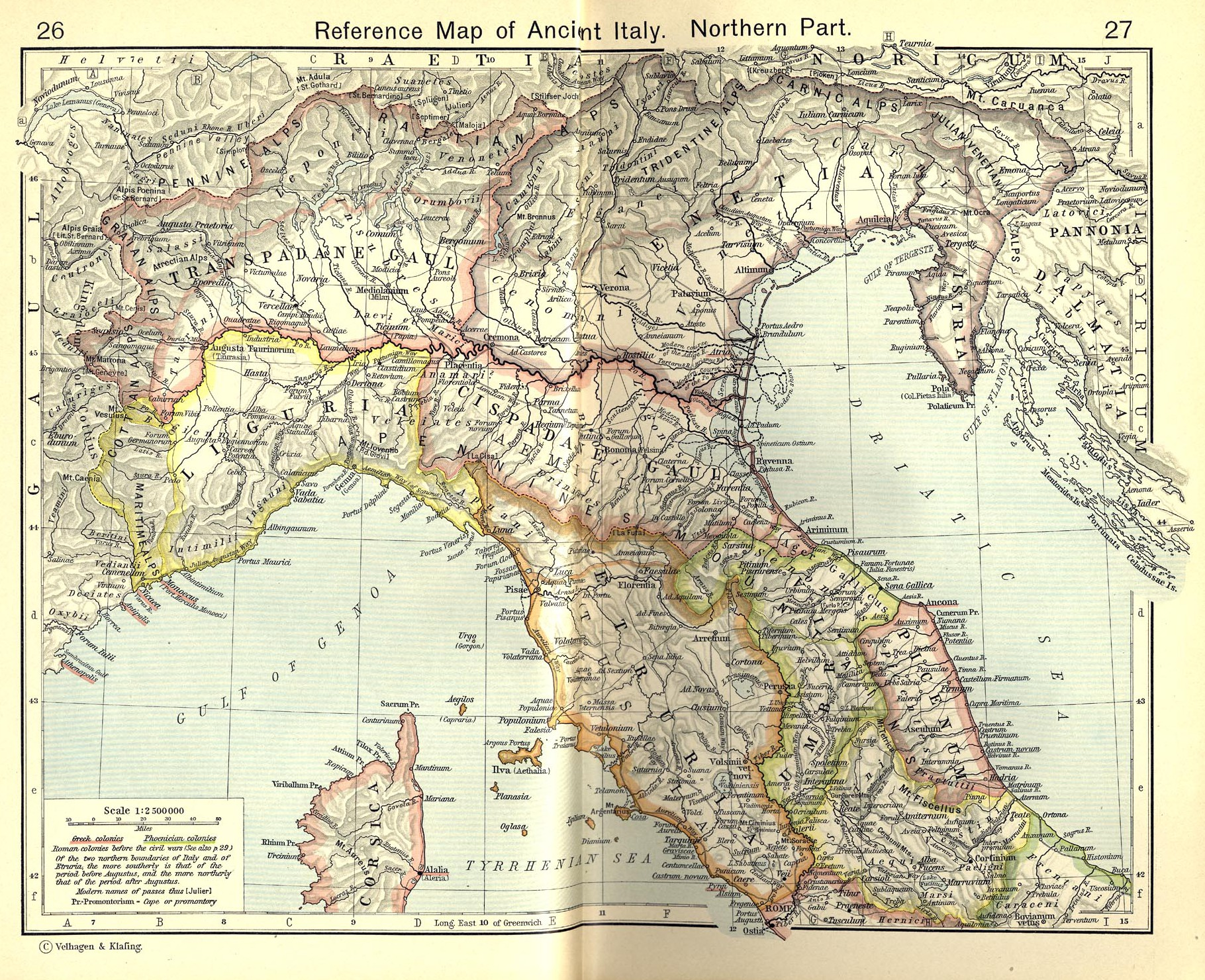
L'Italia settentrionale (ex Gallia Cisalpina) fu divisa da Augusto in quattro regioni intorno al 7 d.C.: Regio VIII Aemilia, Regio IX Liguria, Regio X Venetia et Histria e Regio XI Transpadana

I maggiori centri della provincia erano:
- Acelum (Asolo), passata ai Romani, crebbe d'importanza divenendo municipium con giurisdizione sulla pianura sottostante sino alla via Postumia se non al Sile, e dal Brenta al Piave.[34] Di questo periodo restano numerosi reperti che testimoniano l'esistenza di terme, di un acquedotto, di un foro e di un teatro.[35] Il toponimo (Acelum) è citato per la prima volta nel I secolo d.C. da Plinio il Vecchio (Naturalis historia), che annovera il centro fra gli oppida Venetorum. Un secolo dopo, come Akedon, lo si ritrova nella Geografia di Claudio Tolomeo.
- Altinum (Altino), seguì nel II secolo a.C., le sorti di tutta la Venetia e fu pacificamente assoggettata a Roma. Il processo di romanizzazione iniziò nel 131 a.C. con la costruzione della via Annia: da questo momento il centro cominciò ad acquisire l'ideologia urbana dei conquistatori e, a partire dall'89 a.C. subì un primo processo di urbanizzazione, conclusosi nel 49 a.C. quando ad Altino fu concesso il diritto romano e fu creata municipio. La costruzione di altre strade, come la Claudia Augusta e le vie che la collegavano direttamente a Treviso e a Oderzo, contribuì a trasformarla in un importante centro commerciale, nodo cruciale per le rotte tra il Mediterraneo e il Settentrione. Questa evoluzione poté dirsi conclusa sul finire del I secolo d.C.. Nelle vicinanze di Altino, nel 169 morì l'imperatore romano Lucio Vero. Come tutto l'Impero, anche Altino subì le distruzioni dei barbari. La prima devastazione è del 452 e fu opera degli Unni di Attila.

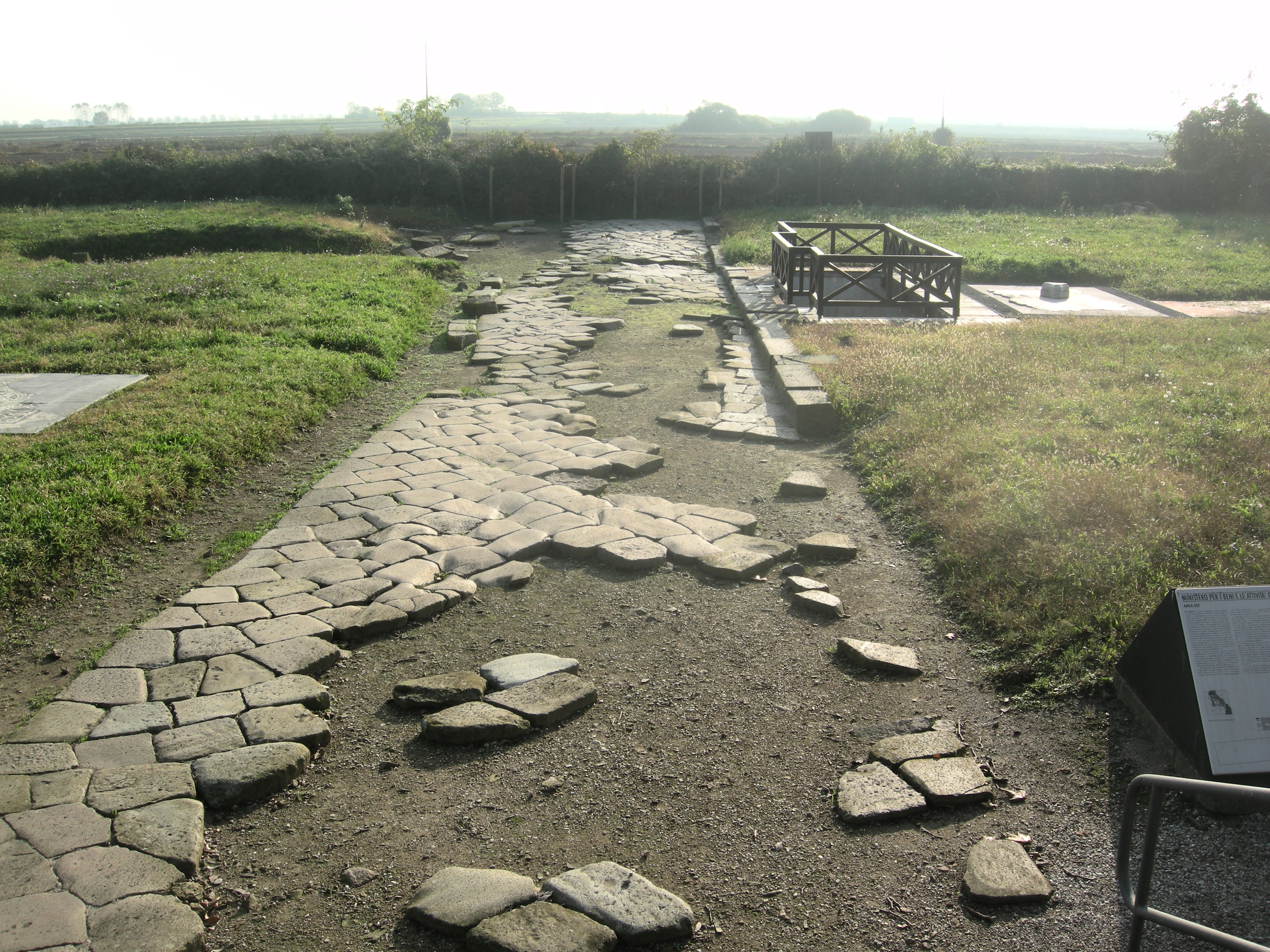
Resti del decumanus maximus che attraversava Altinum
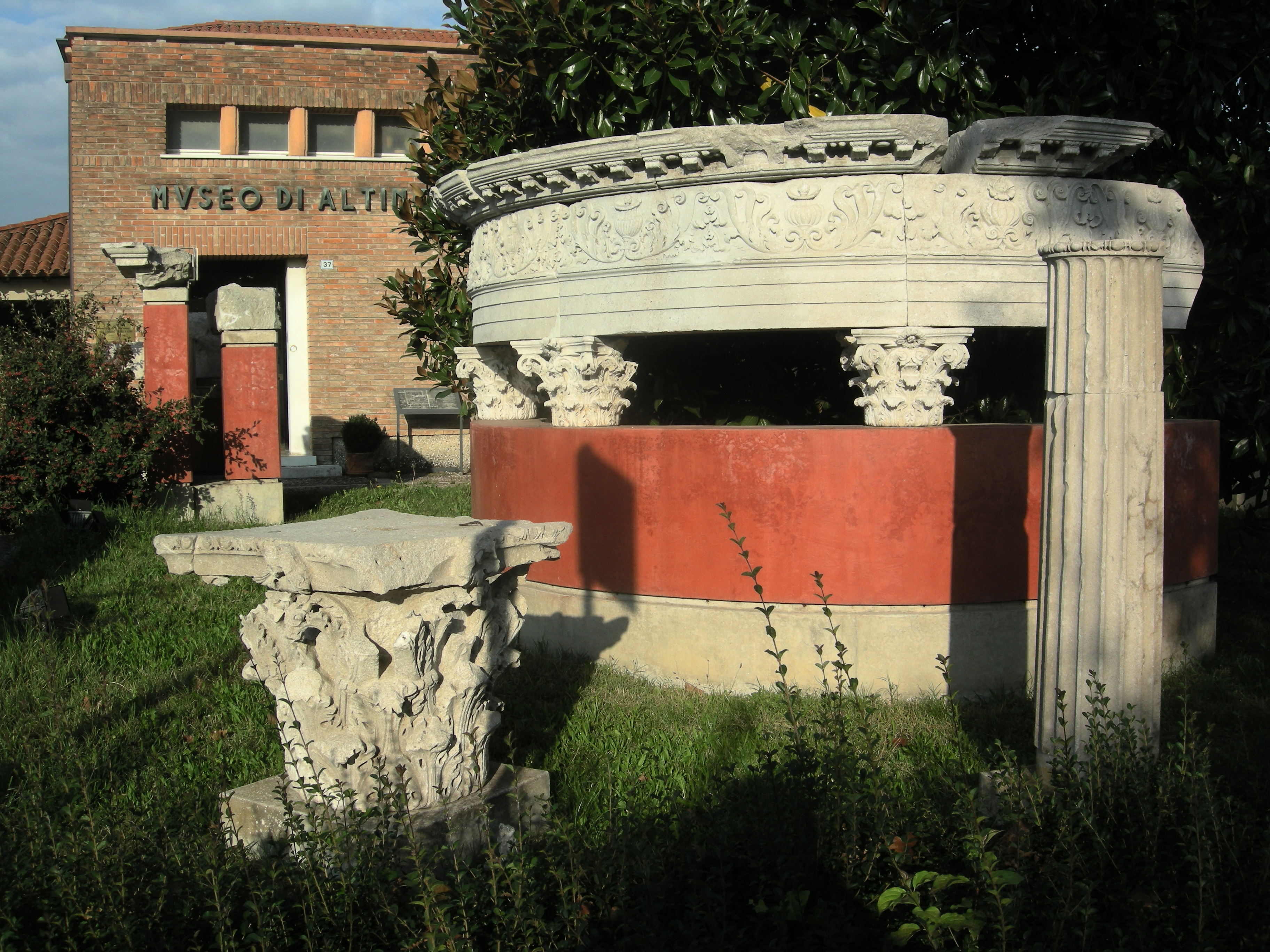
Resti di un tempietto, con sullo sfondo il Museo Archeologico

- Aquileia (Aquileia), fondata nel 181 a.C. nei pressi del fiume Natiso come colonia di diritto latino,[36] da Lucio Manlio Acidino, Publio Scipione Nasica e Gaio Flaminio, mandati dal Senato a sbarrare la strada alle popolazioni limitrofe di Carni ed Istri, che minacciavano i confini orientali d'Italia.[24] Aquileia costituì la base principale delle operazioni militari nell'Illirico dei secoli successivi.[37] Dall'origine di base militare deriva la forma quadrilatera del presidio, divisa dal cardine massimo, l'attuale via Giulia Augusta, e dal decumano massimo. Pacificata e romanizzata la regione, la città, municipio dopo l'89 a.C. grazie alla lex Iulia de civitate (che conferiva la pienezza del diritto romano, assegnandola alla tribù della Velina[38]) si ingrandì in fasi successive. In seguito divenne centro politico-amministrativo (capitale della X Regione augustea, Venetia et Histria) e prospero emporio, avvantaggiata dal lungo sistema portuale e dalla raggiera di importanti strade che se ne dipartivano sia verso il Nord, oltre le Alpi e fino al Baltico ("via dell'ambra"), sia in senso latitudinale, dalle Gallie all'Oriente. Fin da tarda età repubblicana e durante quasi tutta l'epoca imperiale Aquileia costituì uno dei grandi centri nevralgici dell'Impero romano.[39] Sappiamo che durante il suo primo consolato del 59 a.C., Gaio Giulio Cesare ottenne con la Lex Vatinia del 1º marzo[40] il proconsolato delle province della Gallia Cisalpina[1] e dell'Illirico per cinque anni e il comando di un esercito composto da tre legioni[41]. Sappiamo di numerosi soggiorni di Cesare ad Aquileia durante la conquista della Gallia.[42] Un quindicennio più tardi, tra il 35 ed il 33 a.C., Aquileia rimase ancora "quartier generale" delle campagne militari di Ottaviano nell'Illirico. Si trovava al centro di tre differenti direttrici di marcia: quella più a sud-est verso le tribù della costa; quella "centrale" che portava nei territori dei Giapidi; e quella più a nord-est contro le popolazioni di Carni e Taurisci.[43]

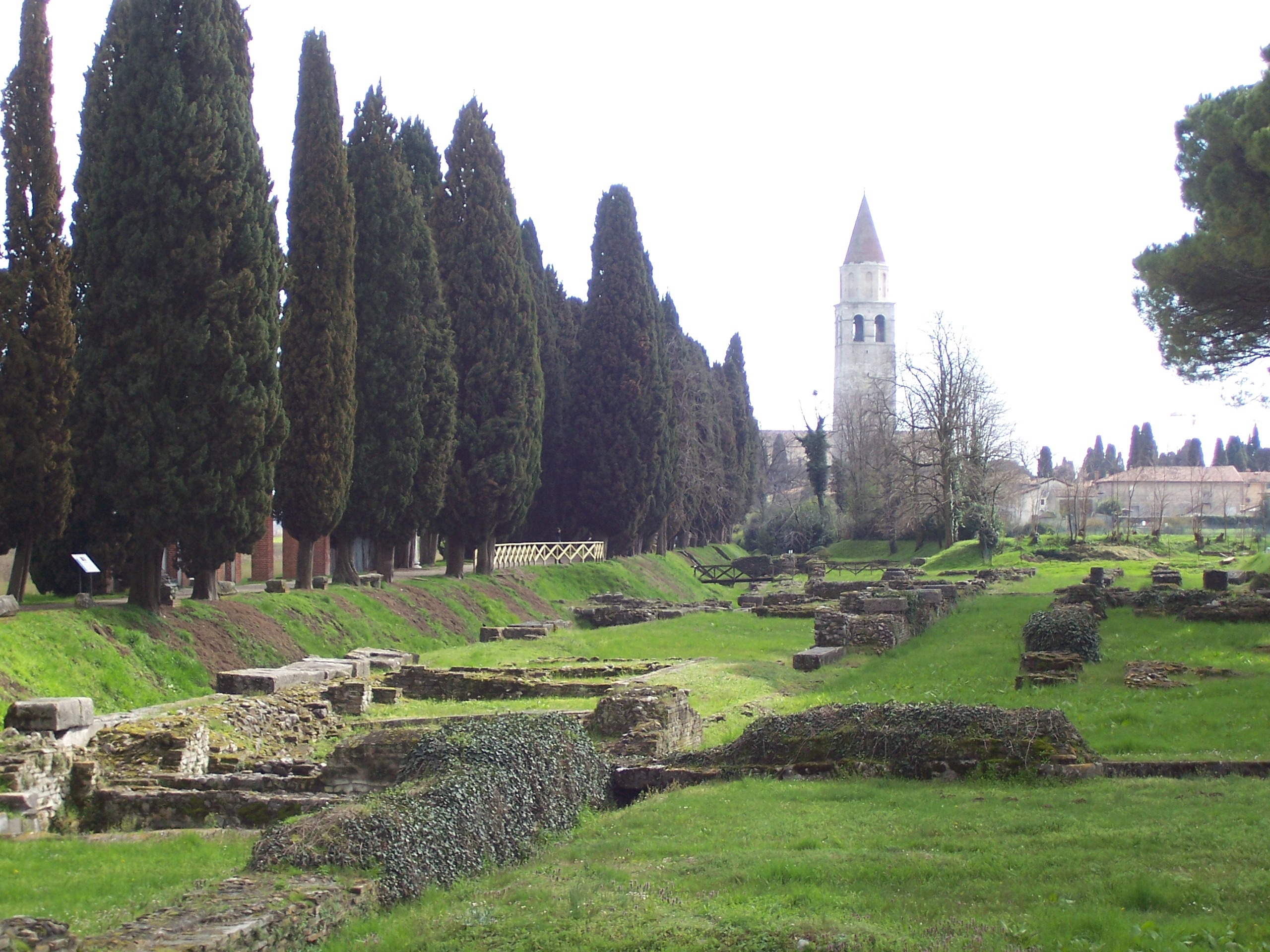
Porto fluviale romano
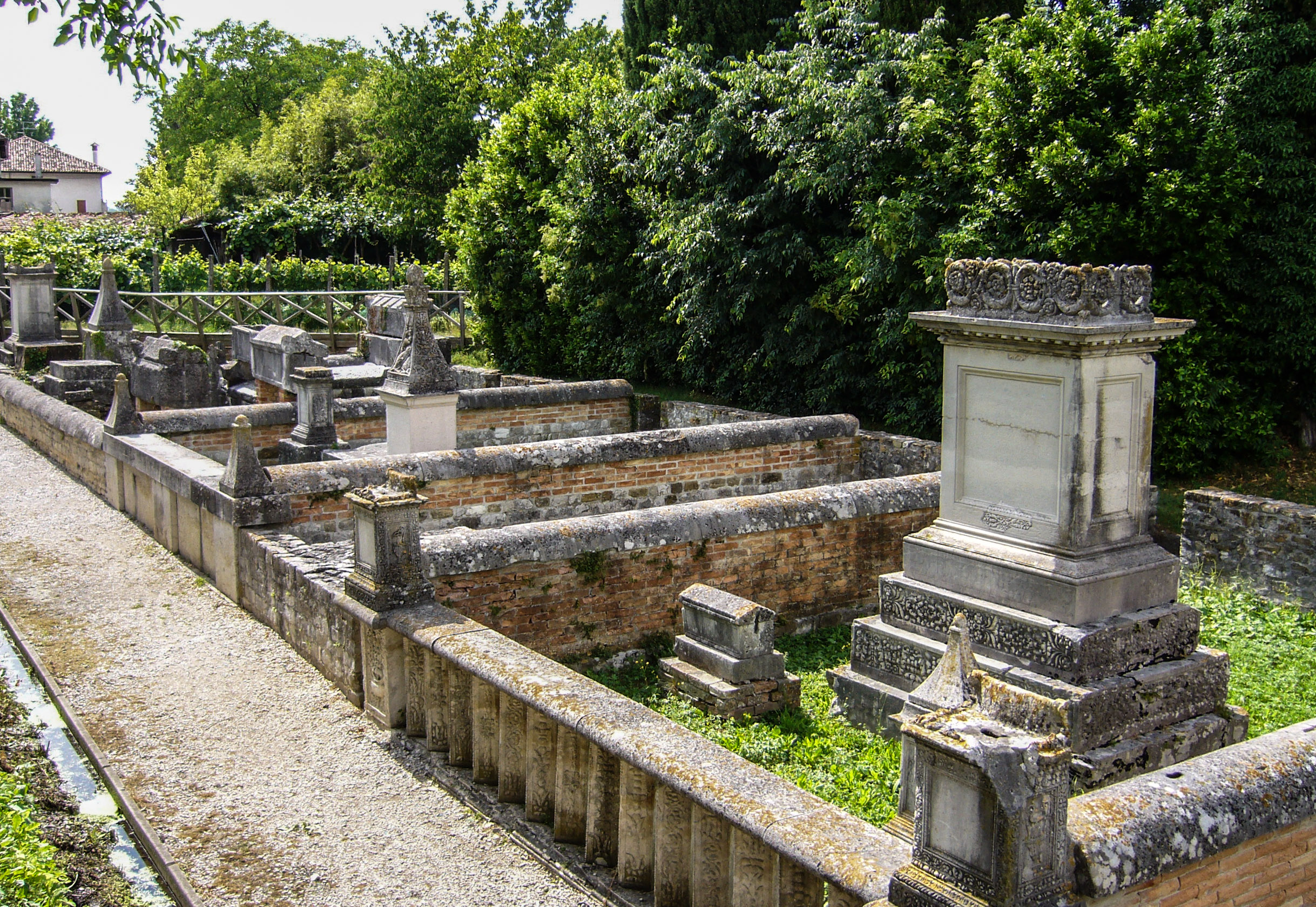
Sepolcreto romano
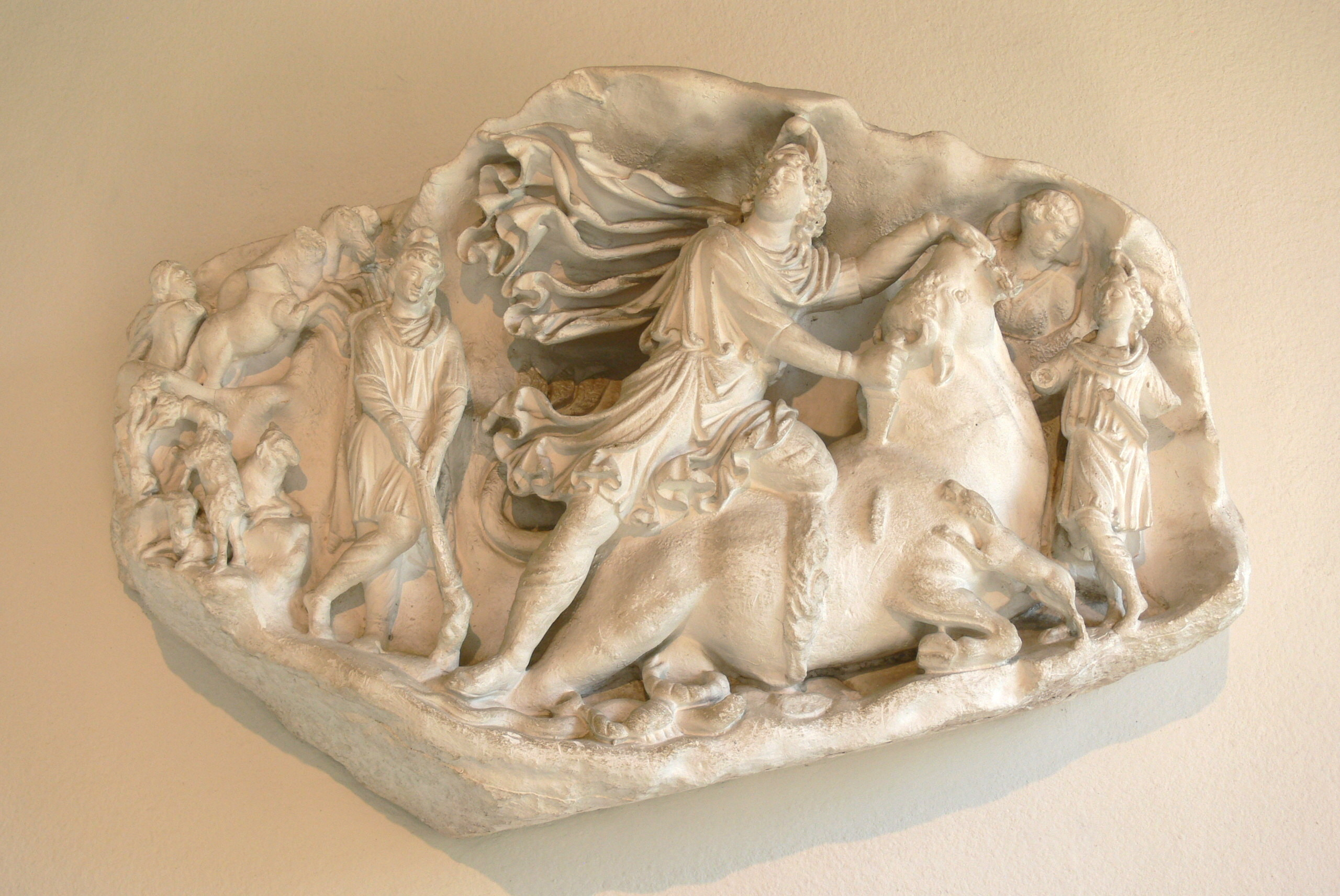
Rilievo scultoreo di Mitra (Museo archeologico nazionale di Aquileia).
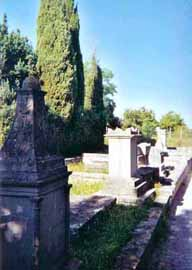
Cimitero paleo-cristiano

- Bergomum (Bergamo), insieme a tutti gli abitanti dei territori transpadani, acquisisce la cittadinanza romana nel 49 a.C., in seguito a un editto di Giulio Cesare.
- Brixellum (Brescello), fondata allo sbocco del torrente Enza nel Po da parte dei Galli Cenomani, venne eletta municipium dai Romani. Venne dotata di un proprio territorio centuriato tra i corsi dell’Enza e del Crostolo. Era un importante porto sul fiume Po e nodo viario collegato ai centri di Parma, Regium Lepidi e Cremona[44]. Plinio[Quale?] la cita tra le colonie dell'Aemilia[45].
- Brixia (Brescia), nacque come città romana nel 196 a.C., pur tuttavia non essendo soggetta a una vera e propria occupazione, ma a una sorta di alleanza.[46] Questa alleanza permise a Brescia nell'89 a.C., grazie alla lex Iulia de civitate (che conferiva la pienezza del diritto romano, assegnandola alla tribù della Fabii[47]) di diventare municipio e ottenere il diritto latino, per aver aiutato i Romani, insieme a Veneti, Galli e Liguri, a sconfiggere i socii Italici. Nel 49 a.C., allo scoppio della guerra civile, Aulo Gabinio fu richiamato da Cesare e gli fu affidato il comando delle operazioni nell'Illirico. Brixia divenne così parte del territorio romano e ai suoi abitanti venne data la cittadinanza romana.[48] Non a caso sappiamo del passaggio della legio X Veneria dalla città in questo periodo.[49] In epoca repubblicana il mondo "cenomane" godette di grande autonomia, poté auto-amministrarsi, battere moneta propria, mantenere una propria "cultura", ma con l'acquisizione della cittadinanza romana scomparve la dicitura "Cenomani" in favore di quella di "Brixiani".[50] Nel 7-9 d.C. Brixia andò a far parte della Regio X Venetia et Histria.

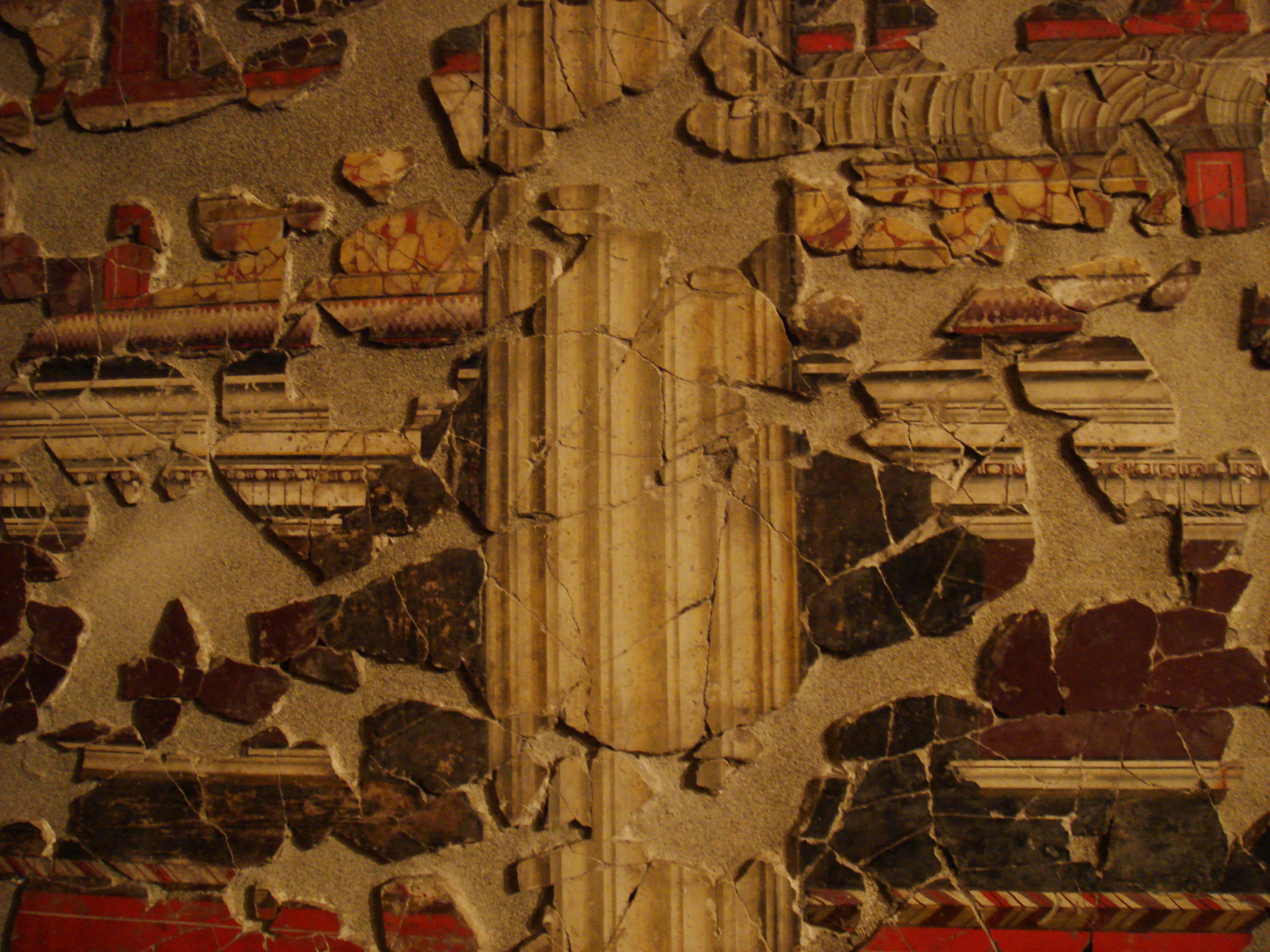
Affresco proveniente dal santuario repubblicano (1)
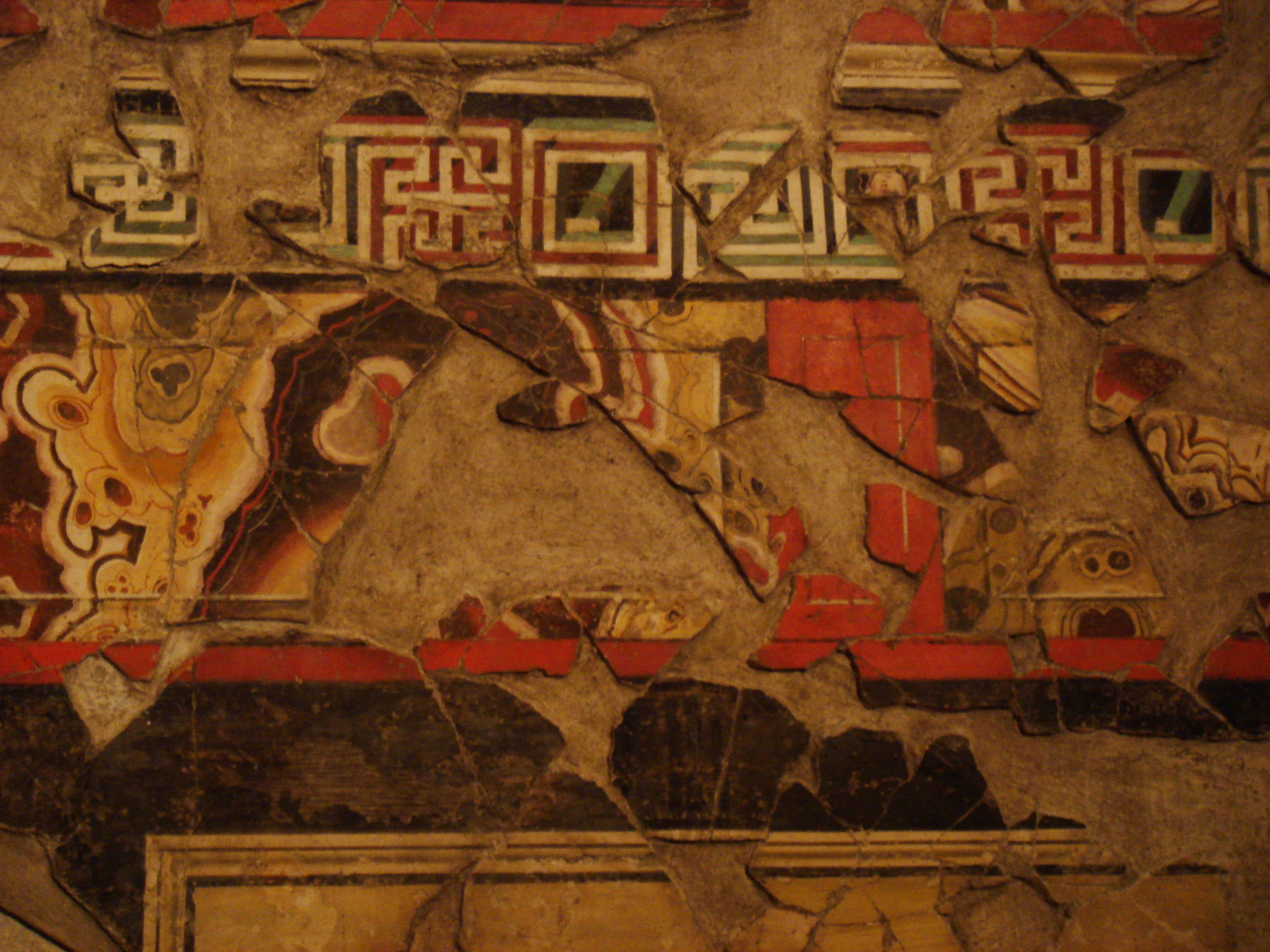
Affresco proveniente dal santuario repubblicano (2)
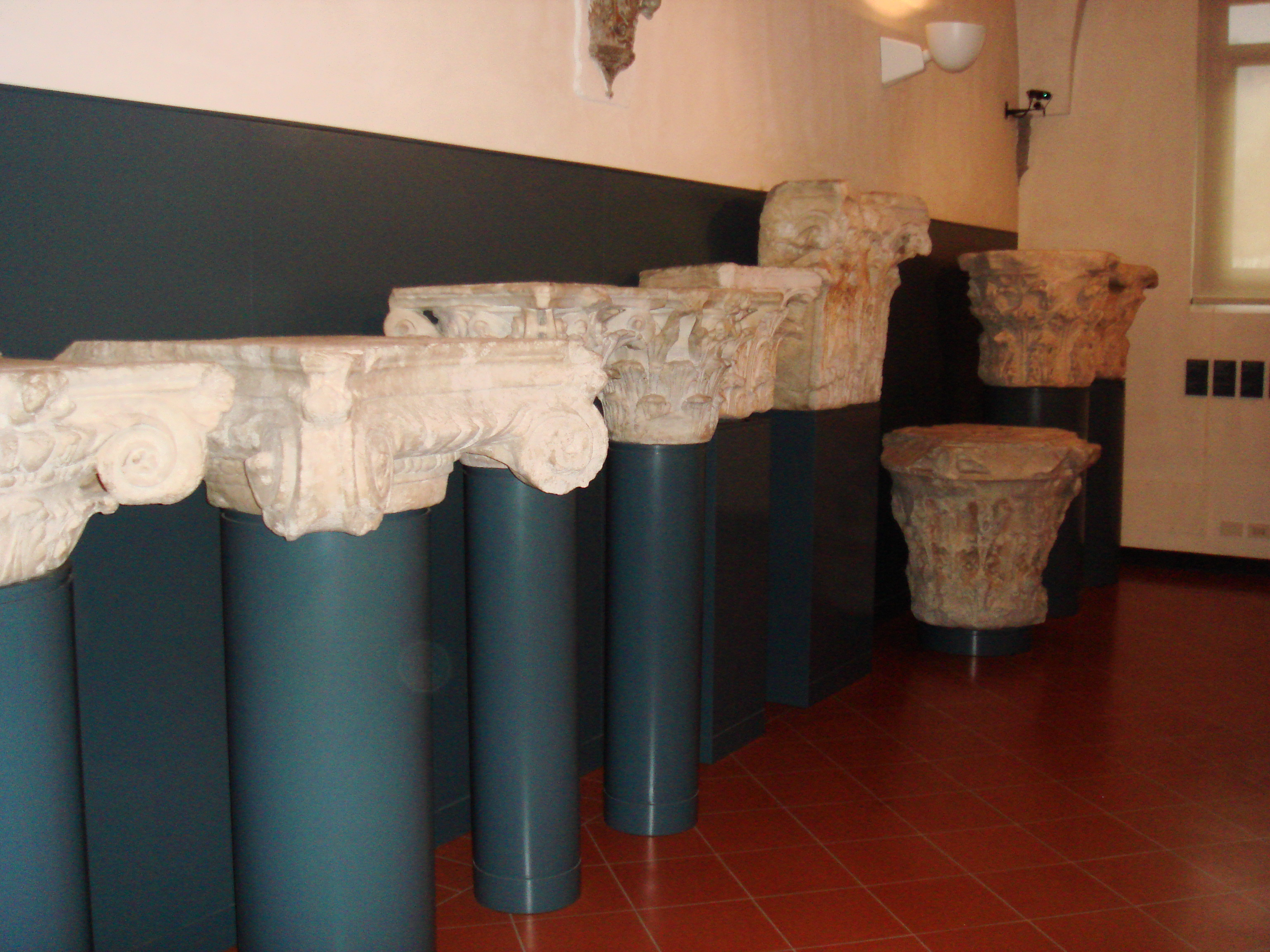
Serie di capitelli del santuario repubblicano e del successivo tempio capitolino

- Cremona (Cremona), fortificata dai romani nel 218 a.C. come castrum, insieme con la città di Placentia (Piacenza), in riva al Po. Fu un importante centro dell'area padana durante tutto il periodo repubblicano.
- Dertona (Tortona), divenne colonia romana intorno al 120 a.C., trasformandosi in un fiorente centro agricolo e commerciale, all'incrocio di importanti vie di comunicazione: la via Postumia (che collegava Genova ad Aquileia), la via Fulvia (proveniente da Pollenzo) e la via Emilia Scauri (proveniente da Vada Sabatia, l'odierna Vado Ligure, attraverso Aquae Statiellae, l'odierna Acqui Terme). Eretta una seconda volta a colonia da Augusto (tra il 40 e il 30 a.C.) assunse il nome di Iulia Dertona[51] e agli inizi del I secolo entrò a far parte della regione IX.

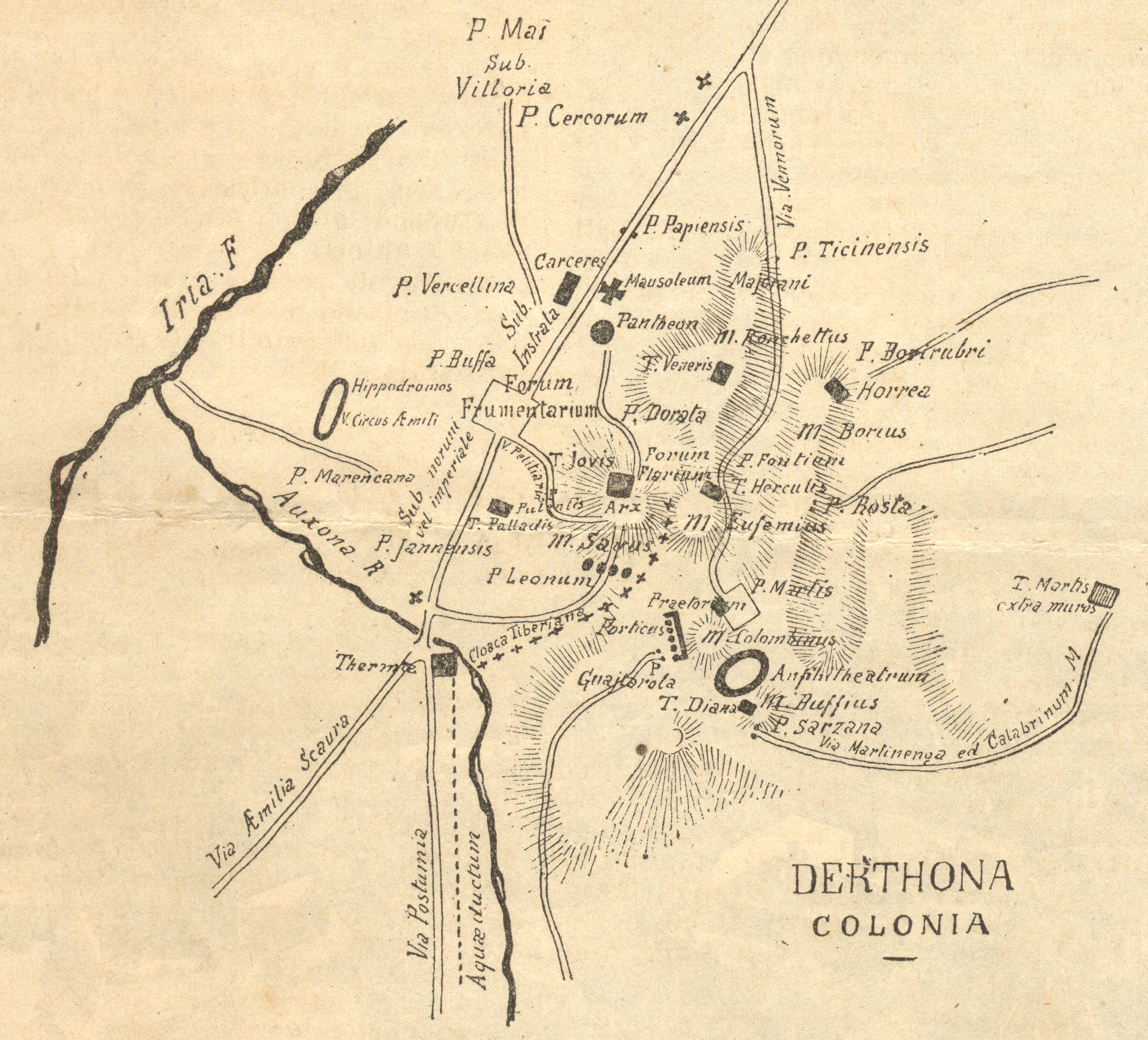
Mappa dell'antica Dertona romana

- Forum Julii (Cividale del Friuli) è legata al nome di Giulio Cesare, come testimonia il fatto che il nome Friuli deriva proprio da Forum Iulii, ovvero il foro di Giulio. Tra il 56 a.C. ed il 50 a.C., infatti, grazie all'iniziativa del proconsole romano, qui fu creato un municipio, Forum Iulii, da cui prese poi il nome tutta la regione Friuli, successivamente divenne colonia. Le mura romane sono alla base delle mura veneziane tuttora presenti.

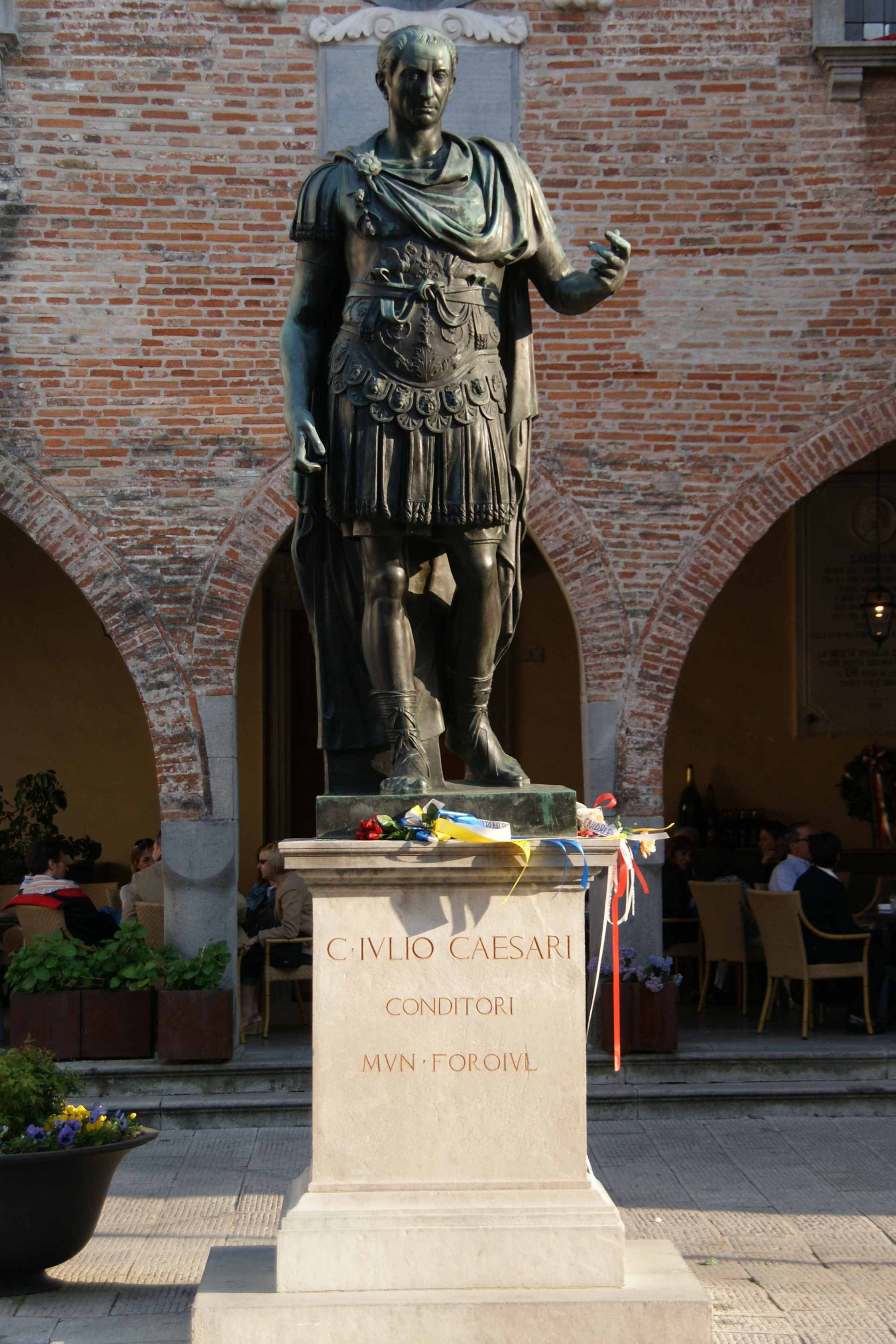
Copia moderna della statua di Giulio Cesare, fondatore di forum Iulii.

- Forum Livii (Forlì), romanizzata e rifondata come città romana intorno al 200 a.C., deve il nome, secondo la tradizione, a Marco Livio Salinatore (ma forse si può pensare anche al figlio di lui, Gaio Livio Salinatore). L'abitato sorge lungo il confine tra Galli Boi e Senoni. La città era nota anche col nome di Livia (Livia tellus si legge in un'iscrizione), ma era anche conosciuta come Figline a causa della produzione di laterizi e ceramiche. Vi nacque il poeta Caio Cornelio Gallo.

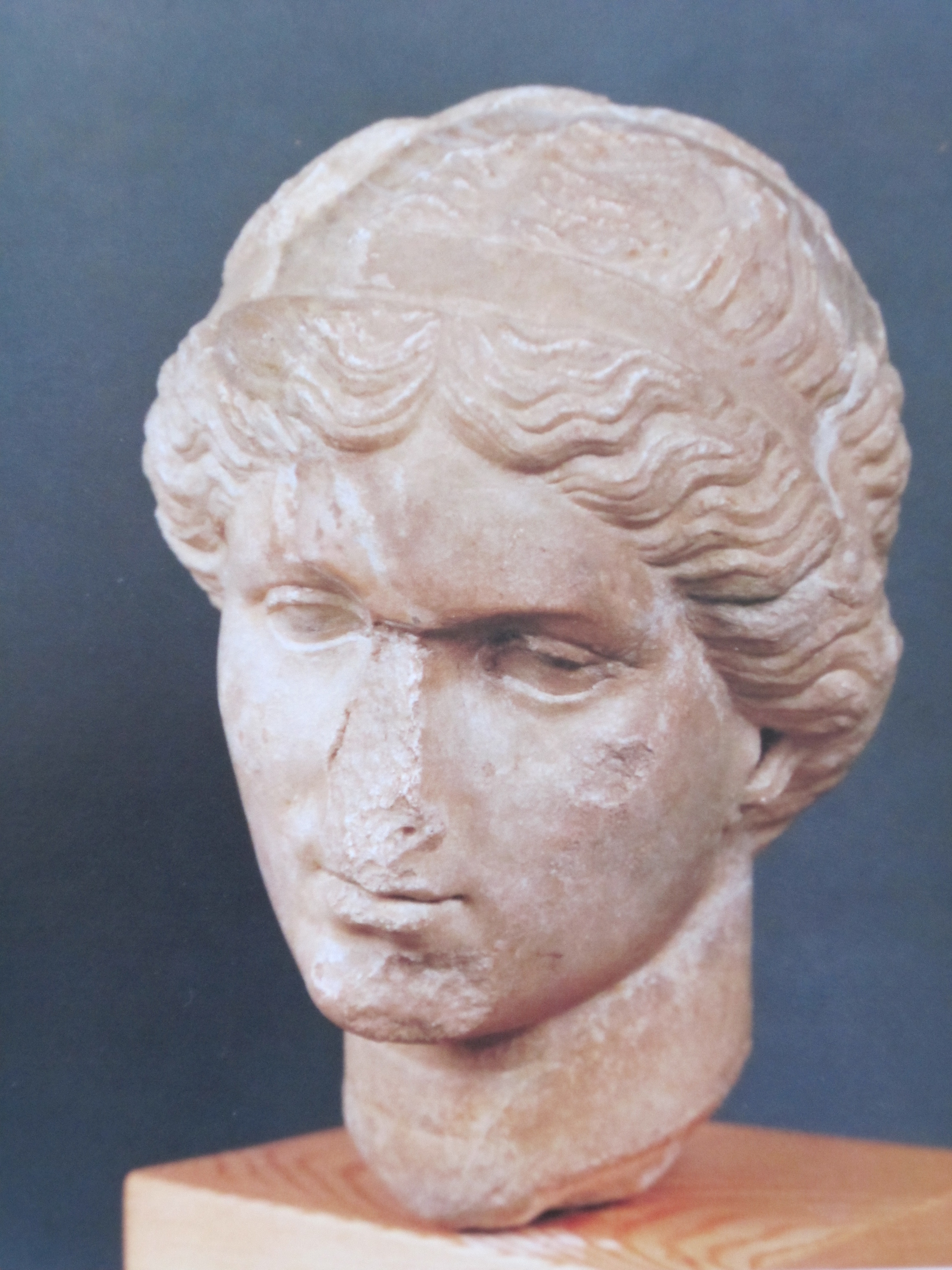
La cosiddetta Venere di Schiavonia, dal nome del quartiere di Forlì dove fu rinvenuta

- Hatria (Adria),
- Iulia Concordia (Concordia Sagittaria), fondata nel 42 a.C. presso l'incrocio della Via Annia con la Via Postumia, sotto Augusto fece parte della Regio X Venetia et Histria.
- Mantua (Mantova), fu conquistata dai Romani dopo la dominazione dei Galli Cenomani, nel 214 a.C. Divenuta colonia, assurse al titolo di città libera dopo la promulgazione della Legge Giulia del 90 a.C. che estese la cittadinanza romana agli abitanti delle colonie e divenne "municipium" dal 47 a.C. Il 15 ottobre del 70 a.C. ad Andes, piccolo villaggio nei pressi di Mantova, nacque Virgilio (Publio Virgilio Marone). Nonostante questi importanti eventi, la Mantua romana rimase ai margini, secondaria rispetto a città vicine come Verona e Cremona.

L'antica Milano romana (Mediolanum) sovrapposta alla Milano moderna. Il rettangolo più chiaro al centro, leggermente sulla destra, rappresenta la moderna piazza del Duomo, mentre il moderno Castello Sforzesco si trova in alto a sinistra, appena fuori dal tracciato delle mura romane di Milano

- Mediolanum (Milano), dopo essere stata la più importante città dei Galli Insubri, fu conquistata nel 222 a.C., dai consoli romani Gneo Cornelio Scipione Calvo e Marco Claudio Marcello.[52] All'89 a.C. risale la legge di Pompeo Strabone (Lex Pompeia de Gallia Citeriore) che conferì alla città dignità di colonia latina. I notabili milanesi disapprovarono la dichiarazione della valle padana come semplice provincia (Gallia Citerior o Cisalpina) e appoggiarono il tentativo del console Lepido di rovesciare i successori della corrente sillana. Il tentativo fallì e nel 77 a.C. la ribellione fu domata con una strage. Per via della sua favorevole posizione di retrovia, Mediolanum fu di importanza notevole per le campagne di Cesare alla conquista della Gallia, negli anni dal 58 a.C. al 50 a.C. Divenne il più importante centro della Gallia Cisalpina e, sull'onda dello sviluppo economico, nel 49 a.C. venne elevata, nell'ambito della Lex Roscia allo status di municipium civium romanorum.[53]

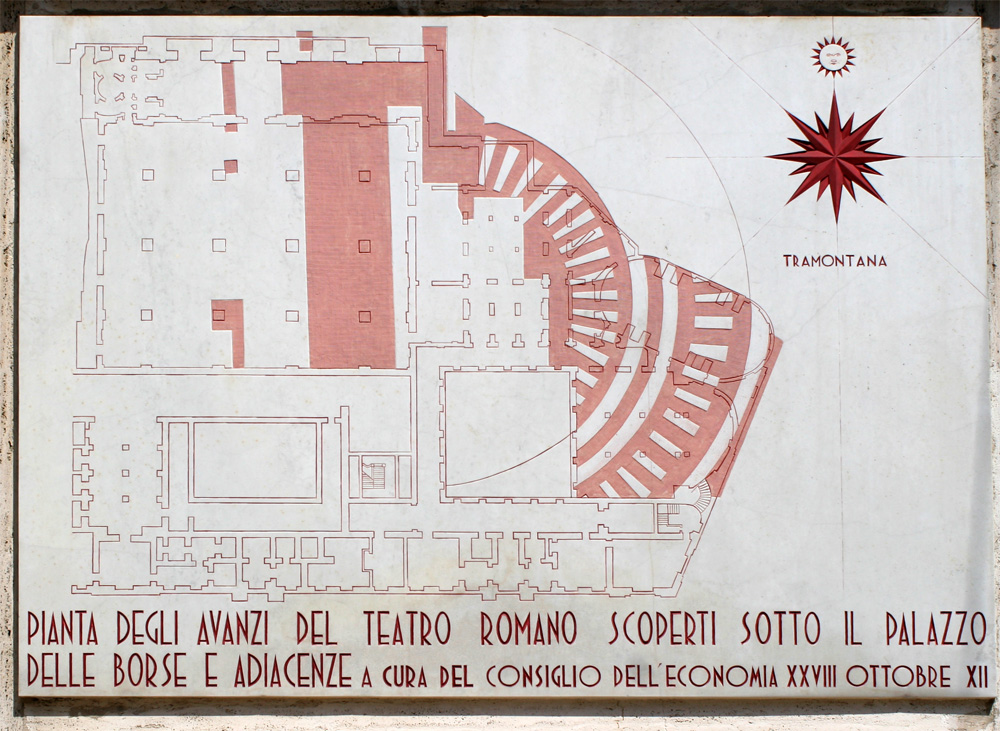
Pianta del Teatro romano di Milano
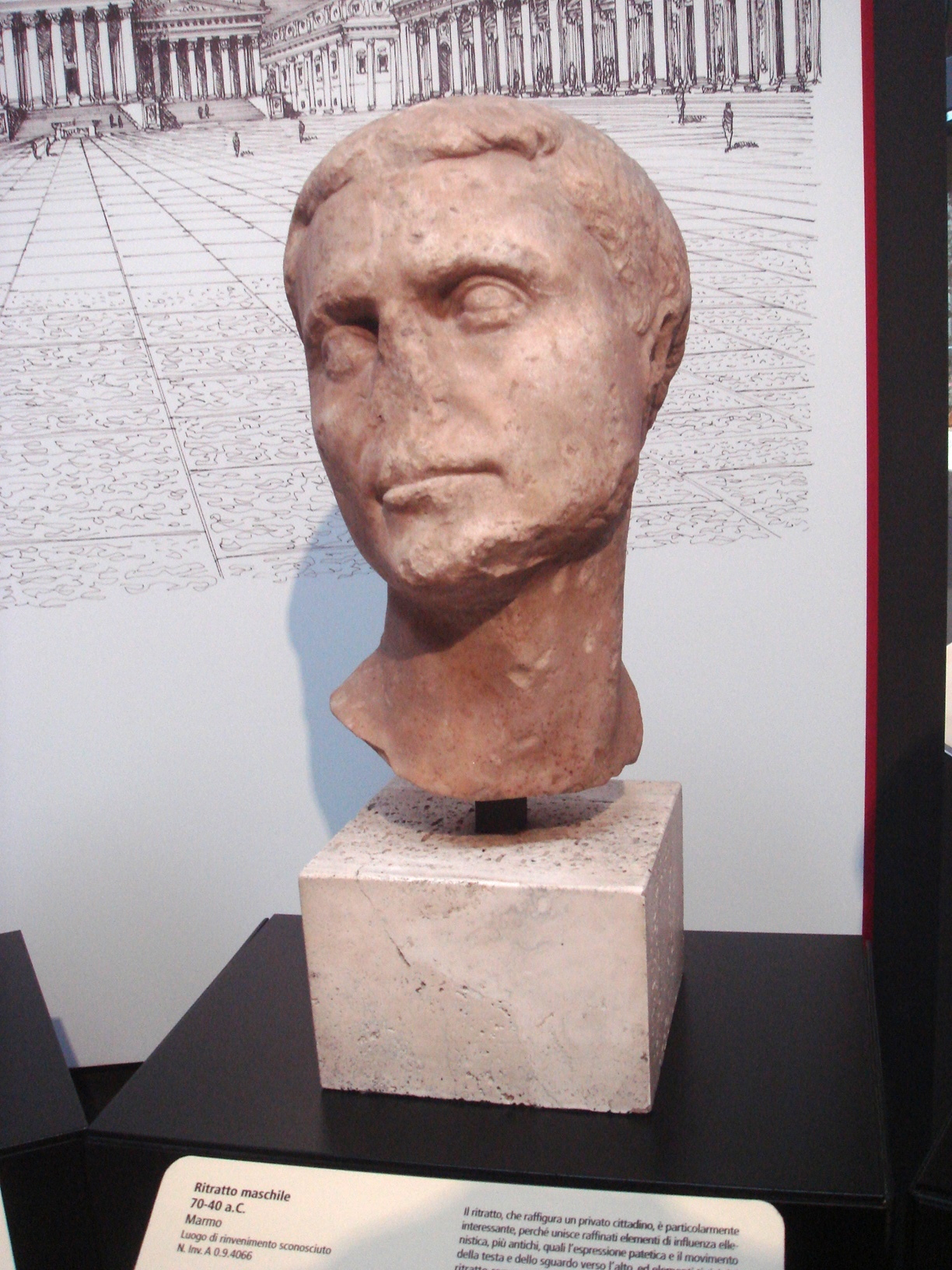
Ritratto romano databile al 70-40 a.C.

- Mutina (Modena), già intorno al 200 a.C. era un'importante colonia romana cinta da mura, nella quale le legioni romane trovarono rifugio durante un'insurrezione dei Galli. Ma la sua importanza è destinata a crescere con la costruzione della Via Emilia, su iniziativa del console Emilio Lepido: la strada romana univa Modena agli altri grandi centri della regione (Parma e Bologna), favorendo le operazioni militari, ma anche il traffico delle merci. La fortuna della città fu legata a questa strada, che dà il nome alla regione e che è ancora oggi uno degli assi principali del traffico in Italia. Nel 78 a.C. la città vide la sconfitta dei rivoltosi anti-sillani guidati da Marco Emilio Lepido (console 78 a.C.) a opera di Quinto Lutazio Catulo (console 78 a.C.), poi, nel 43 a.C. quella di Marco Antonio per opera di Ottaviano Augusto.

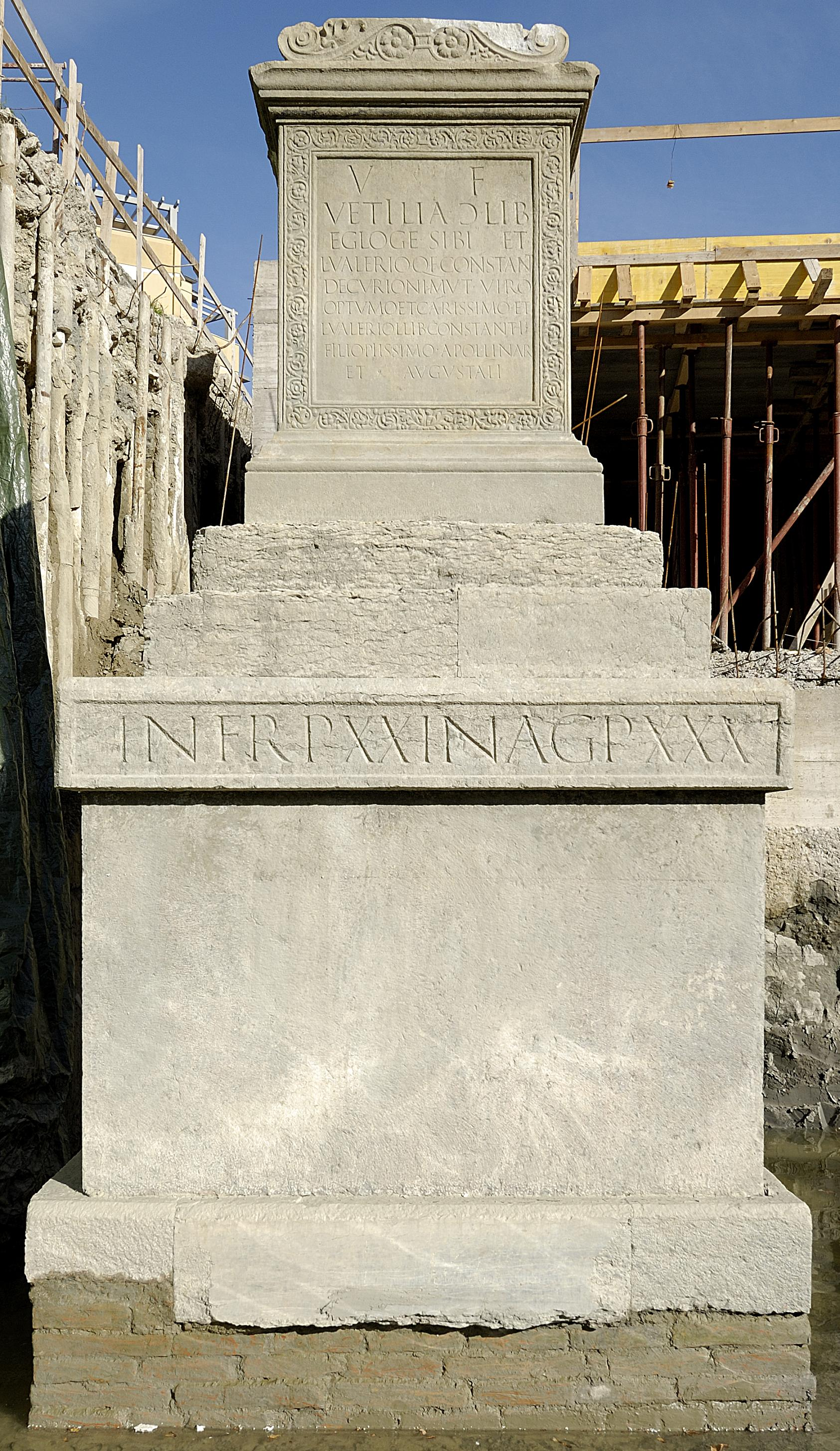
Ara di Vetilia Egloge, ritrovata nel 2007 nella necropoli romana est, a Modena
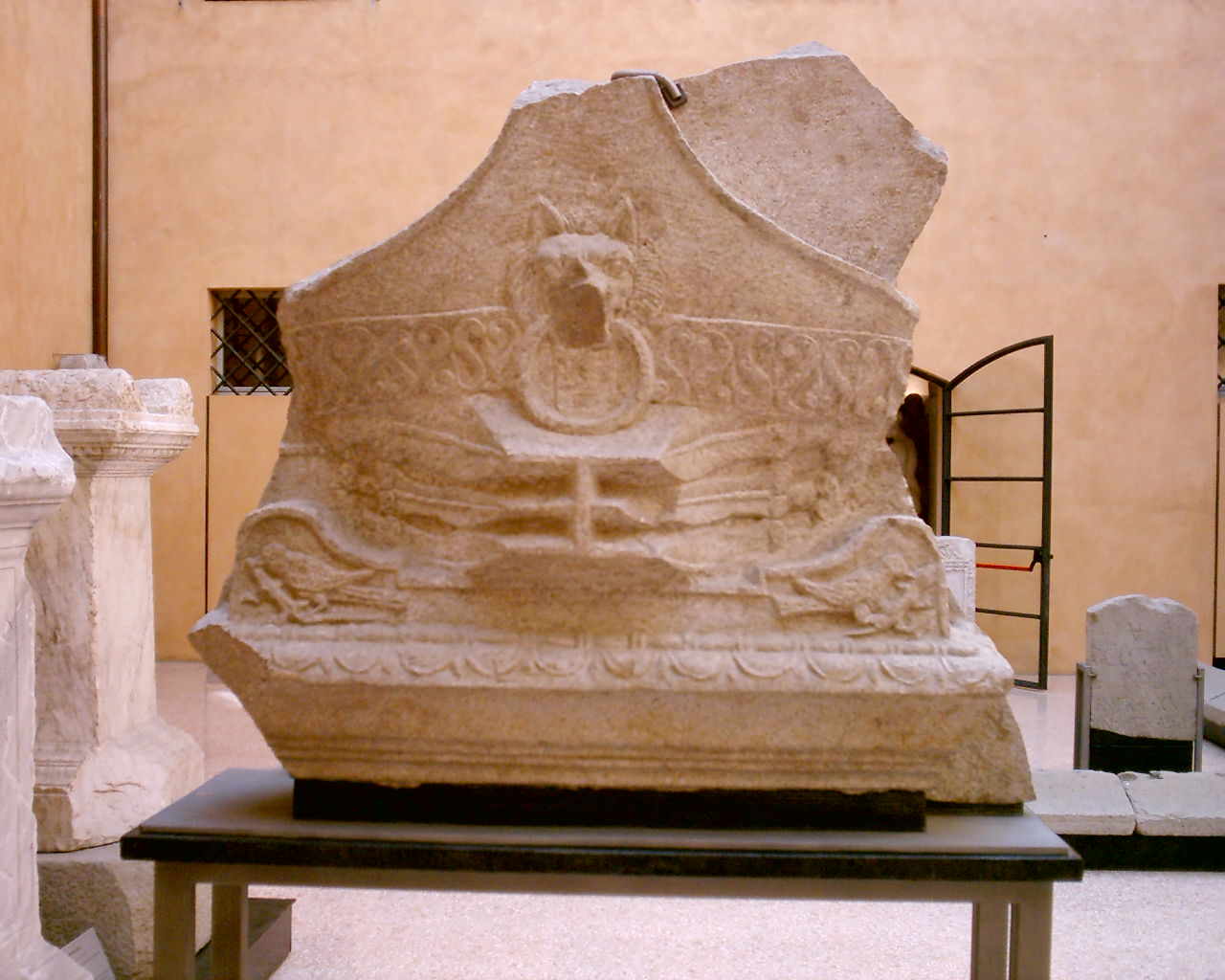
Parte di monumento funerario romano a prua di nave, nel Lapidario Estense
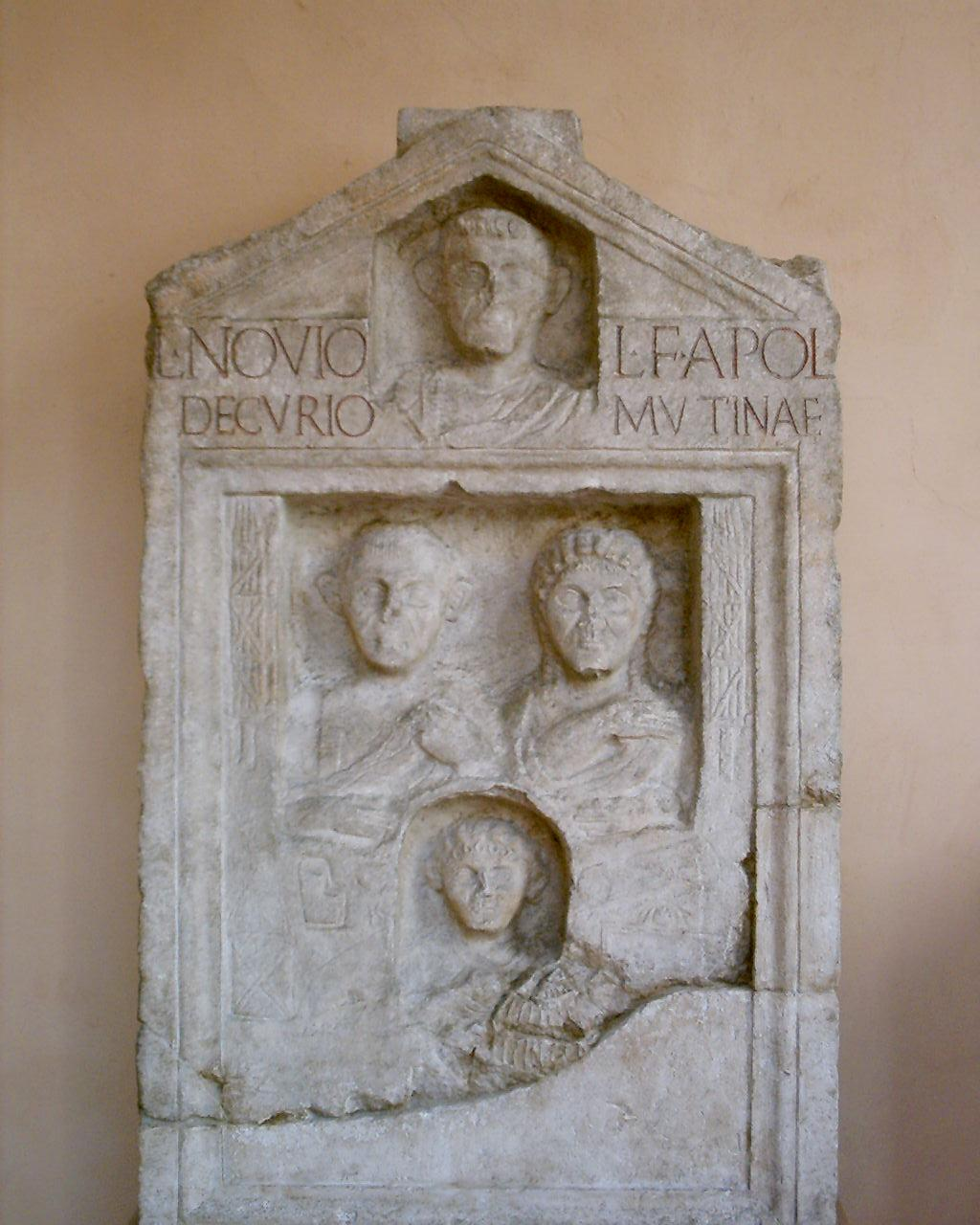
Stele funeraria di una famiglia romana Mutinense
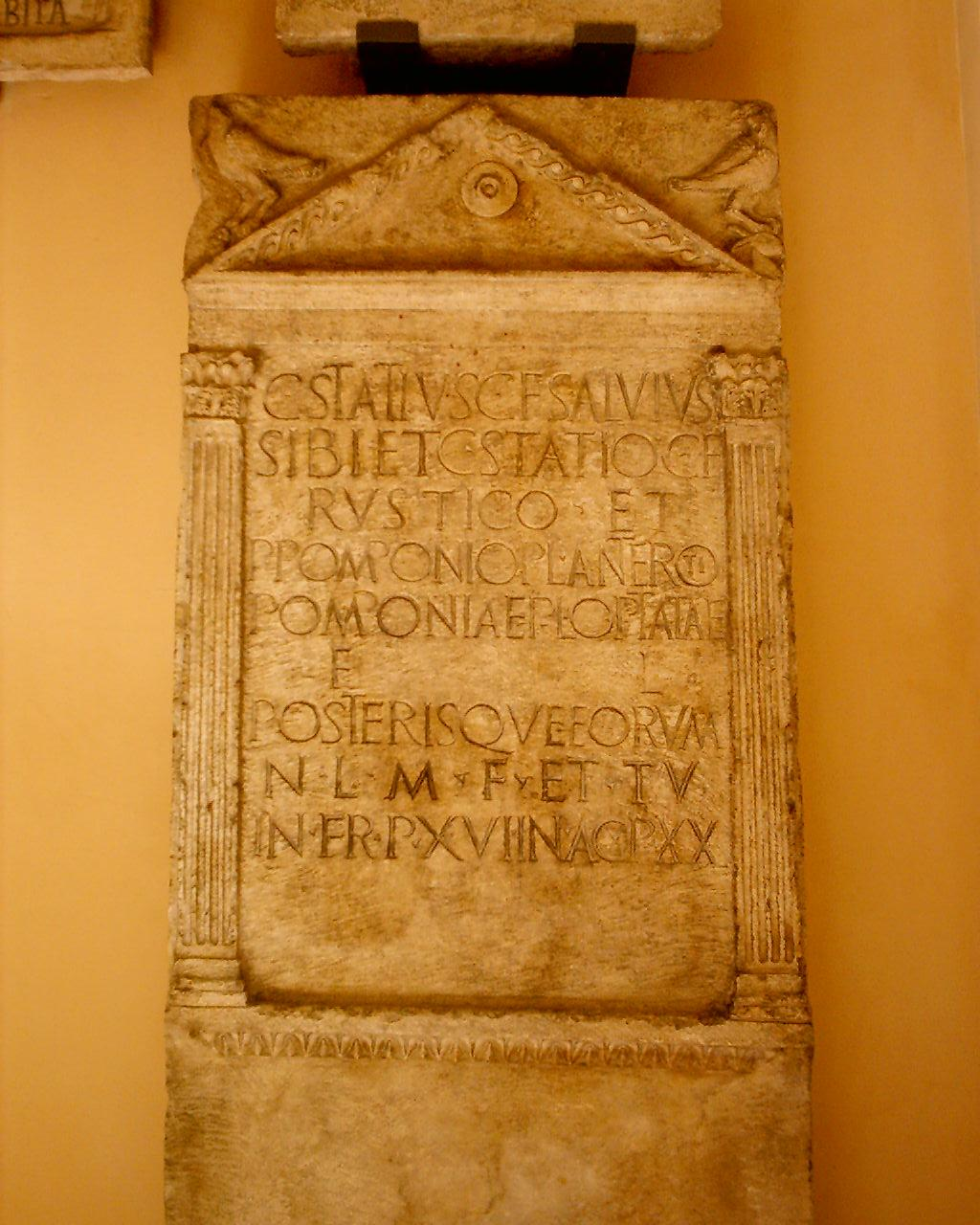
Stele funeraria romana con epigrafe
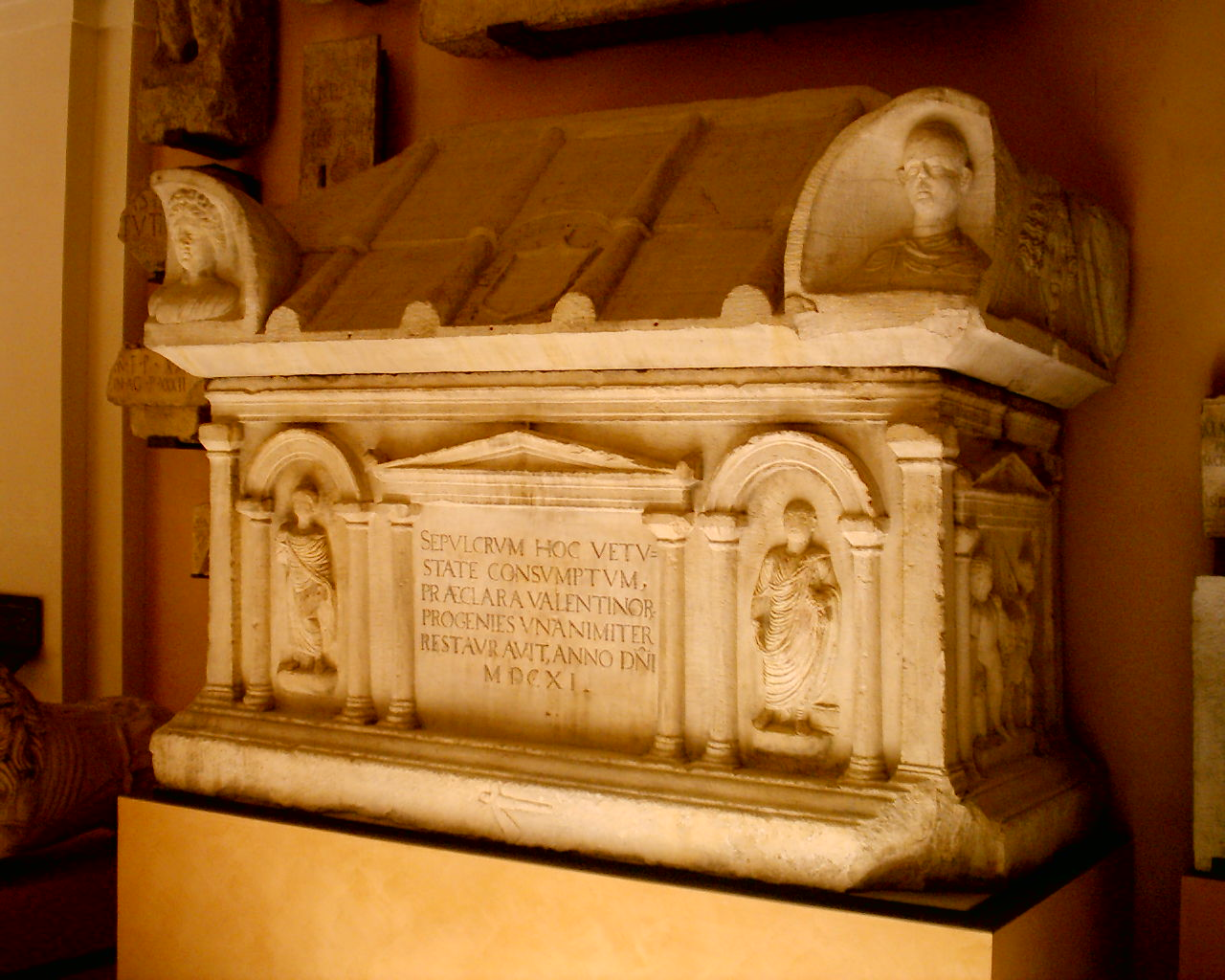
Sarcofago romano reimpiegato nel 1600
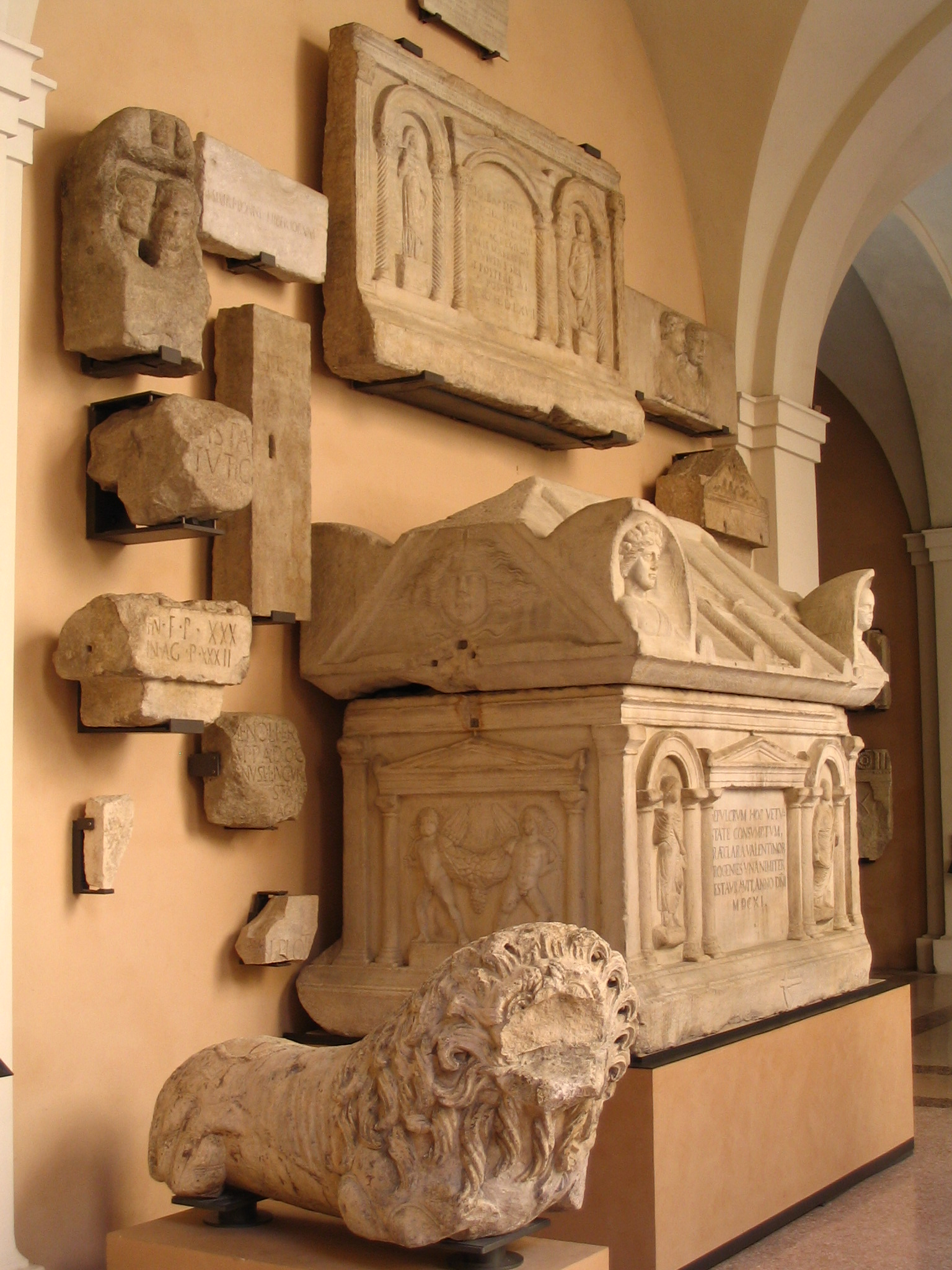
Museo Lapidario Estense, veduta d'insieme
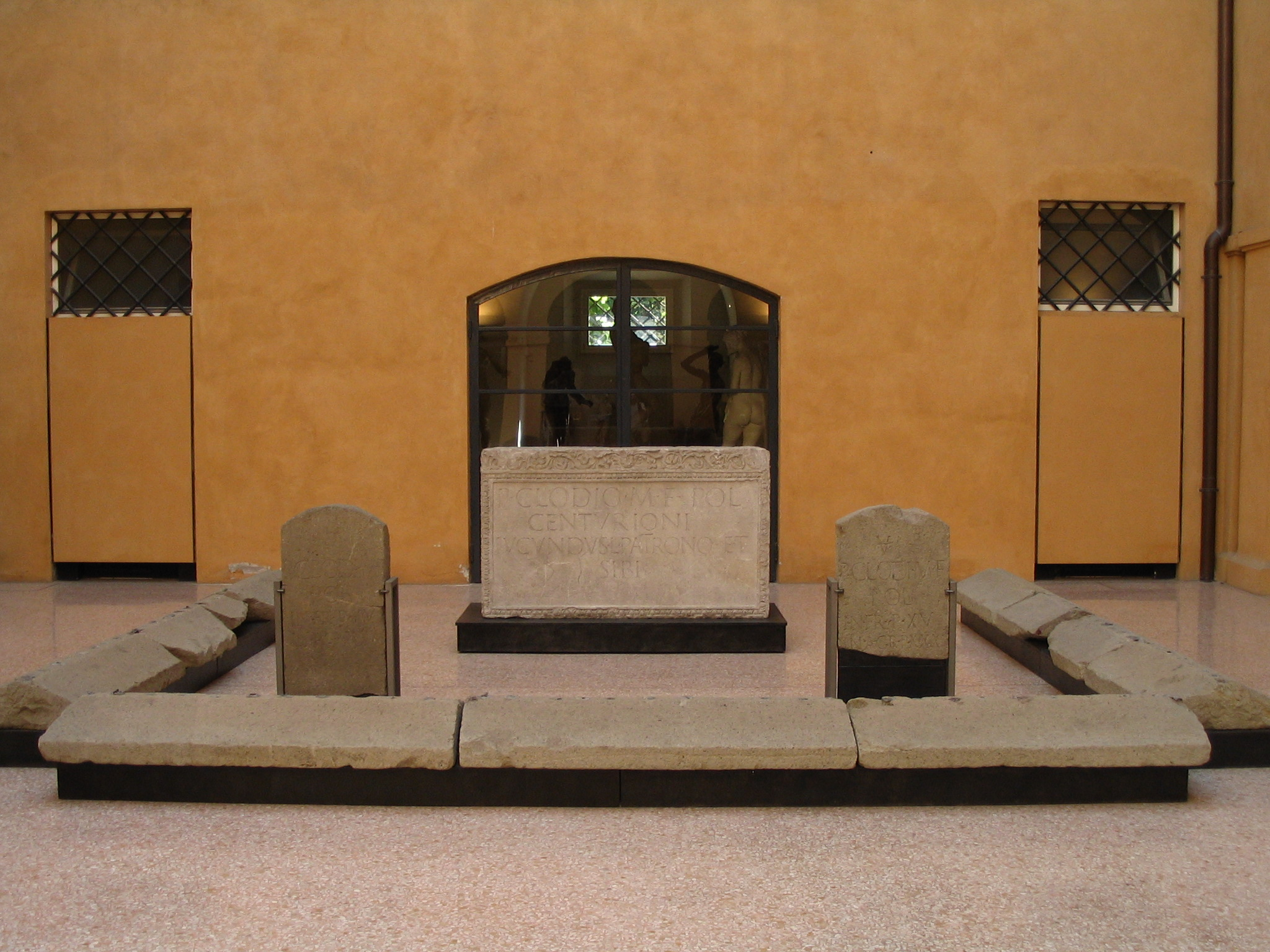
Ricostruzione di tomba a recinto romana
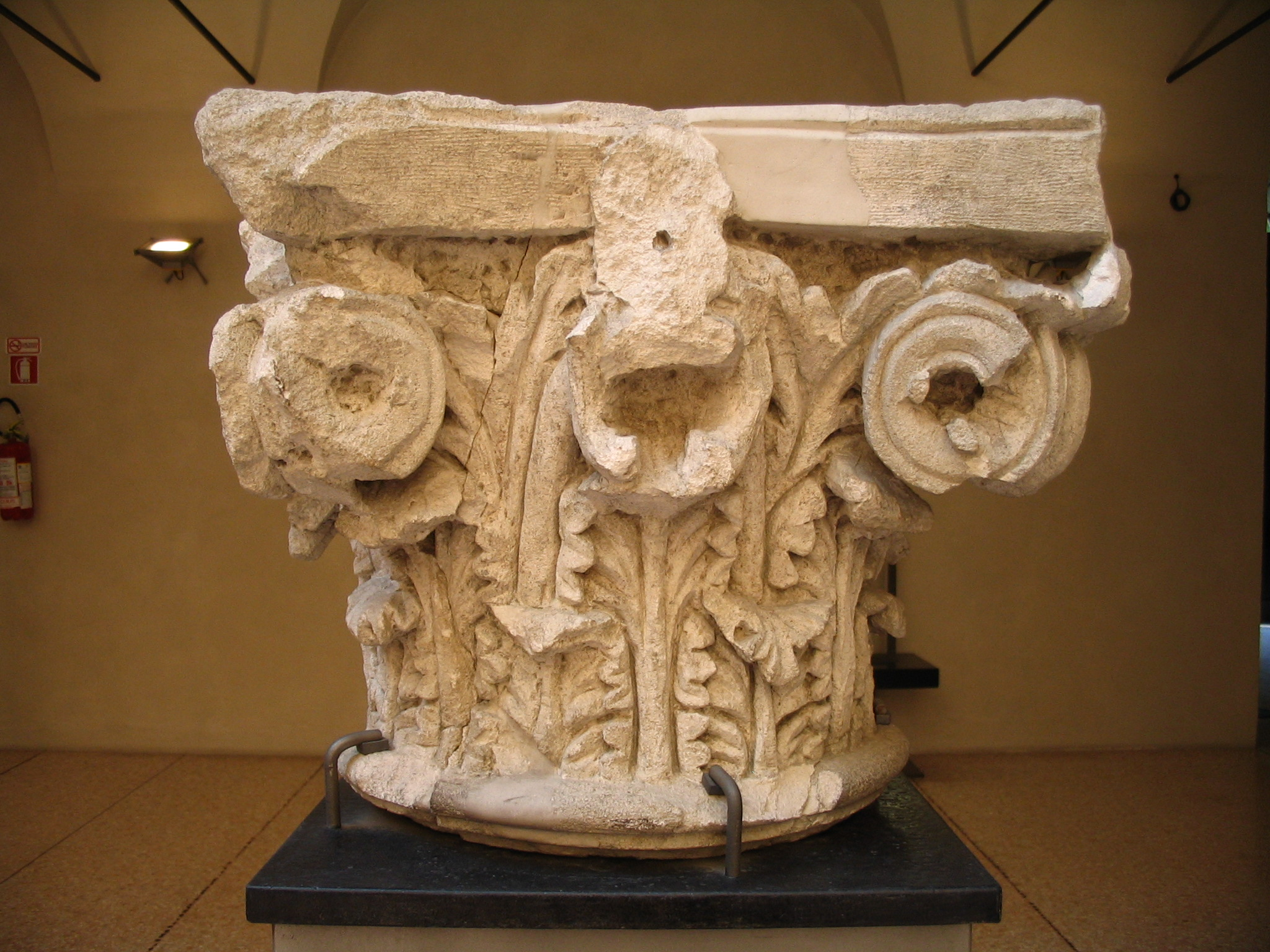
Capitello corinzio, proveniente da un probabile tempio

- Opitergium (Oderzo), di fondazione paleoveneta, passò gradualmente sotto il controllo romano diventando municipium al termine della Guerra civile (49-45 a.C.) per volere di Gaio Giulio Cesare. Si trattava di un centro di grande importanza strategica, essendo equidistante dal Piave e dal Livenza, nonché, in direzione nord-sud, dal Cansiglio (detti monti Opitergini) e dalla laguna di Venezia (all'epoca laguna opitergina). Il suo territorio si estendeva, prima dello sviluppo di Concordia Sagittaria, fino al Tagliamento. Già a partire dal II secolo d.C. la città fu più volte saccheggiata dai barbari, fino alla definitiva distruzione avvenuta ad opera di Grimoaldo intorno al 667.

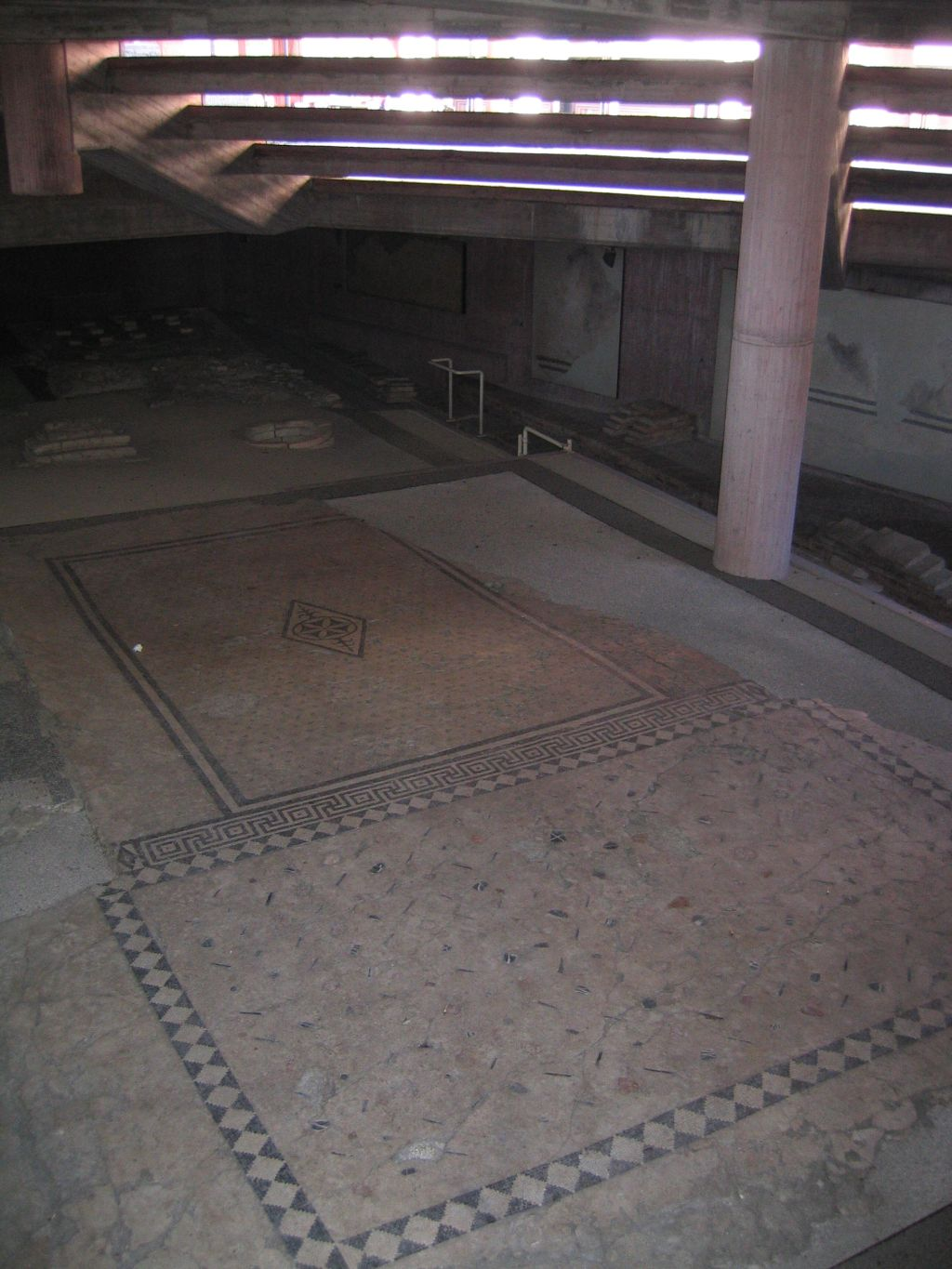
Oderzo: scavi archeologici

- Patavium (Padova), fu una delle più ricche città dell'Impero grazie, anche, all'allevamento di cavalli, era inoltre l'unica città in Italia ad avere un circo come Roma. In età augustea Padova divenne parte della X Regio che aveva come capitale Aquileia, cui era collegata grazie alla via Annia che partiva da Adria.
- Placentia (Piacenza), fu fondata dai Romani sulle rive del fiume Po nel 218 a.C., probabilmente su un preesistente insediamento celtico, sul confine tra i territori degli Insubri e dei Boii sconfitte in precedenza dai Romani. Nello stesso anno nacque la colonia gemella di Cremona. I romani preferirono costruire il castrum su un pianoro alluvionale più alto di 4-5 metri rispetto al territorio circostante aumentando in tal modo la capacità difensiva dell'insediamento. Essendo la zona popolata dai Celti, entrambe le città nacquero come avamposto per consolidare le conquiste in territorio gallico e per tenere a bada le genti celtiche. Sia Piacenza sia Cremona vennero fondate come colonie latine e furono inviati 6.000 coloni latini. La scelta fu dovuta all'incombente minaccia dell'invasione dell'Italia da parte del condottiero cartaginese Annibale. Quest'ultimo dopo aver vinto i Romani presso il Ticino, la Trebbia e aver espugnato Clastidium (Casteggio), non riuscì a occupare Placentia che gli resistette. Il fiume Po e la via Emilia, che la congiungeva con Ariminum o Rimini, già allora caratterizzavano la vocazione logistica della città. Lo schema viario romano con "cardo" e "decumano" è ancora ben visibile nel centro storico.
- Ravenna (Ravenna), circondata dalle acque e accessibile solo dal mare, qui l'imperatore Cesare Ottaviano Augusto dislocò la flotta militare dell'alto Adriatico. Per questo fine l'imperatore fece eseguire importanti lavori di sistemazione idraulica: fece scavare la Fossa Augustea, un canale che collegava il Po con l'ampio specchio di acqua a sud di Ravenna e qui fondò il porto di Classe. Il porto fu realizzato con i criteri di una poderosa macchina militare. Secondo Plinio il Vecchio, poteva contenere fino a 250 triremi e 10.000 marinai o classari destinati al controllo di tutto il Mediterraneo orientale (la base destinata al controllo del Mediterraneo occidentale era invece il porto di Miseno sulla costa tirrenica).
- Tarvisium (Treviso),

Foto aerea del centro storico di Pavia, si notano ancora l'impianto ortoganle della città e il cardo maximus (Strada Nuova) e il decumanus maximus (Corso Mazzini-Corso Cavour)

- Foto aerea del centro storico di Pavia, si notano ancora l'impianto ortoganle della città e il cardo maximus (Strada Nuova) e il decumanus maximus (Corso Mazzini-Corso Cavour)Ticinum (Pavia), assunse importanza a partire dal 187 a.C. quando fu raggiunta da una diramazione della via Emilia. Fu municipium e qui nacque lo storico Cornelio Nepote. Il centro storico di Pavia, un quadrato di circa 1 km², ha ancora oggi la tipica pianta derivata dal castrum, l'accampamento militare romano, dotato di due assi perpendicolari, il cardo e il decumano. La conservazione della pianta della città è stata permessa dal fatto che la città non è mai stata distrutta completamente.
- Tridentum (Trento), sorta come accampamento militare romano, divenne municipium tra il 50 e il 40 a.C., ed accrebbe la sua importanza notevolmente dopo le campagne militari augustee nell'area. Ancor'oggi le linee del decumanus maximus e del cardo maximus sono visibili nella struttura abittaiva della città, la cui Porta Veronensis meridionale è oggi visibile nel museo diocesano tridentino.

Mappa di Tridentum

- Vercellae (Vercelli), fu sottomessa a Roma nei primi decenni del II secolo a.C. Divenne la prima città dell'attuale Piemonte per imponenza edilizia e per ricchezza di istituzioni pubbliche e commerci. Nei suoi pressi fu combattuta una delle più importanti battaglie tra Romani e germani Cimbri (101 a.C.). Nel 49 a.C. Vercelli divenne municipium e fu dotata di strade lastricate, un acquedotto, bagni pubblici, templi, un teatro e anfiteatro.

### Principali vie di comunicazione
Le vie romane che attraversarono in pochi decenni tutta la Cisalpina furono costruite per consentire in primo luogo i collegamenti militari. Le guerre contro i Liguri, con la conseguente fondazione di colonie nel loro territorio, non rappresentano solo l'espansione nella penisola, ma sono anche premessa dell'espansione verso l'occidente, quindi verso la Sardegna, la penisola Iberica e Cartagine.
Le principali vie di comunicazioni provinciali erano:
- la via Annia, costruita a partire dal 131 a.C. per collegare Hatria (Adria) a Patavium (Padova), Altinum (Altino), Iulia Concordia (moderna Concordia Sagittaria, dove incrociava la via Postumia) e infine ad Aquileia.
- La via Brixiana, costruita durante il II secolo a.C. per collegare Cremona, dove incrociava la via Postumia, a Brixia (Brescia), dove passava la via Gallica.
- la via Emilia, costruita a partire dal 189 a.C. per collegare Ariminum (Rimini) a Placentia (Piacenza).
- la via Emilia Scauri, costruita a partire dal 109 a.C. per collegare Vada Sabatia (Vado Ligure, presso Savona), a Luni (Portus Lunae), poi fino a Lucca (Luca).
- la via Gallica, per collegare Verona con le Brescia (Brixia), Bergamo e Milano (Mediolanum).
- la via Julia Augusta, costruita a partire dal 13 a.C. per collegare Placentia (Piacenza), passando per Dertona (Tortona) e Aquae Statiellae (Acqui Terme), fino a La Turbie (trofeo di Augusto).
- la via Severiana Augusta, costruita tra la fine dell'era repubblicana e i primi decenni dell'età imperiale per collegare Mediolanum (la moderna Milano) con il Verbannus Lacus (il Lago Verbano, ovvero con il Lago Maggiore.
- la via Popilia, costruita nel 132 a.C., per collegare Ariminum (Rimini) alla città di Aquileia, passando per Ravenna, Adria e Altino.
- la via Postumia, costruita a partire dal 148 a.C., per collegare i due principali porti romani del nord Italia, Genova e Aquileia.